# توماس جفرسون
توماس جفرسون (13 أبريل [بالتقويم القديم: 2 أبريل] 1743– 4 يوليو 1826)، هو أحد الآباء المؤسسين للولايات المتحدة، والكاتب الرئيسي لإعلان الاستقلال (1776) وثالث رئيس للولايات المتحدة (1801–1809). كان متحدثاً باسم الديمقراطية، نادى بمبادئ الجمهورية وحقوق الإنسان، وكان له تأثير عالمي. في مطلع الثورة الأمريكية، كان عضواً في المؤتمر القاري ممثلاً عن فرجينيا، وفي وقت الحرب كان حاكم فرجينيا (1779–1781). قبل وقت قصير من نهاية الحرب، من منتصف 1784 كان جفرسون دبلوماسي، يخدم في باريس. في مايو 1785، أصبح سفير الولايات المتحدة في فرنسا.
كان جفرسون أول وزير خارجية للولايات المتحدة (1790–1793) في عهد الرئيس جورج واشنطن. في معارضة لفدرالية ألكسندر هاميلتون، جفرسون وصديقه المقرب، جيمس ماديسون، أسسا الحزب الجمهوري الديمقراطي، واستقال لاحقاً من مجلس وزراء واشنطن. أُنتخب نائباً للرئيس عام 1796، عندما أصبح الثاني للرئيسجون آدمز من الفدراليين، عارض جفرسون آدمز وكتب بالاشتراك مع ماديسون في الخفاء قرارات كنتاكي وفرجينيا، والتي كانت محاولة لإبطال قوانين الهجرة والتمرد.
أُنتخب رئيساً فيما أطلق عليه جفرسون ثورة 1800، وأشرف على شراء أراضي لويزيانا الشاسعة من فرنسا (1803)، وأرسل حملة لويس وكلارك (1804–1806) لاستكشاف الغرب الجديد. يعتبر جفرسون المهندس للتوسعة الأمريكية؛ حيث تضاعفت مساحة الولايات المتحدة مرتين في عهده. أما فترته الرئاسية الثانية كانت حافلة بالعديد من القضايا والمشاكل الداخلية، مثل المحاكمة الفاشلة لنائب الرئيس السابق آرون بر بتهمة الخيانة. وتصاعدت حدة المشاكل مع بريطانيا والتي كانت تتحدى الحياد الأمريكي وتهدد الشحن البحري، حاول اختار الحرب الاقتصادية بقوانين الشحن التي أصدرها والتي أضرت بالتجارة الأمريكية. عام 1803، بدأ الرئيس جفرسون عملية نقل قبائل الهنود الحمر السكان الأصليون للقارة الامريكية وإعادة توطينهم في أراضي لويزيانا غرب نهر المسيسيپي، بقصد توفير أراضي جديدة للمستوطنين الجدد. عام 1807 صاغ ووقع مشروع قانون يحظر جلب العبيد إلى الولايات المتحدة.
كرائد في عصر التنوير، كان جفرسون متعدد الثقافات ويتحدث خمس لغات وكان شديد الاهتمام بالعلوم، الاختراع، العمارة، الأديان والفلسفة وكان عضو نشط وفي النهاية رئيس للجمعية الفلسفية الأمريكية. هذه الاهتمامات أدت به لتأسيس جامعة ڤرجينيا بعد انتهاء رئاسته. قام بتصميم قصر خاص كبير على مزرعة مساحتها 20.000 م² بالقرب من تشارلوتزڤيل، ڤرجينيا، وأطلق عليها مونتيچلو ومبنى جامعة ڤرجينيا. في الوقت الذي لم يكن فيه خطيباً بارزاً، كان جفرسون كاتباً موهوباً وراسل الكثير من الشخصيات النافذة في أمريكا وأوروبا في حياته.
تزوج من مارثا جفرسون وأنجبت منه ستة أطفال، عاش منهم اثنان حتى البلوغ، فبعد إحدى عشر عاما من الزواج توفيت مارثا عام 1782، وحافظ جفرسون على وعده لها بألا يتزوج ثانيةً.

## النشأة والتعليم

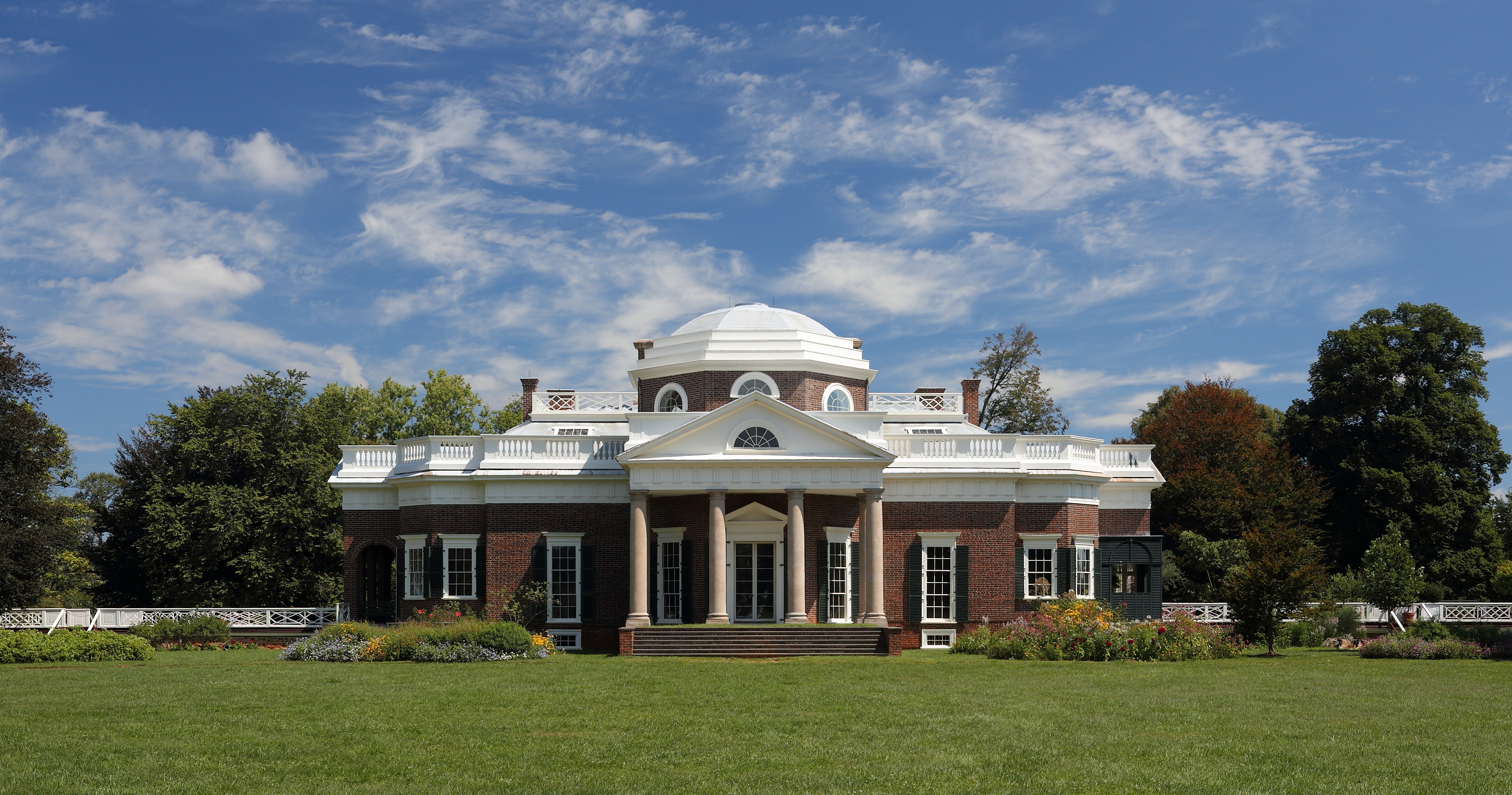
توماس جيفرسون مونتيسيلو، جزء من موقع التراث العالمي لليونسكو المرجع

### السنوات المبكرة
ولد توماس جيفرسون في 13 أبريل 1743 من أسرة ارتبطت ارتباطا وثيقا ببعض الأفراد الأكثر بروزا في ولاية فرجينيا، وهو ترتيبه الثالث من ضمن ثمانية أطفال. كانت والدته جين راندولف، ابنة ايشام راندولف، قبطان سفينة ومزارع في بعض الأوقت، ابنة عم أول لبيتن راندولف، وحفيدة نبلاء انجليز اثرياء. والد جيفرسون كان بيتر جيفرسون، وهو مزارع ومراقب في البامارل في مقاطعة (شادويل، ثم إيدج هيل، بولاية ڤرجينيا.) كان من أصول ويلزية. عندما توفى كولونيل وليام راندولف، وهو صديق قديم لبيتر جيفرسون، في 1745، تسلم بيتر مسؤولية التركة الشخصية لويليام راندولف في توكاهوى وكذلك ابنه الرضيع، توماس مان راندولف، الابن في تلك السنة انتقلت عائلة جفرسون إلى توكاهوى حيث سوف تظل على مدى السنوات السبع المقبلة قبل أن تعود إلى منزلهم في البامارل. عُيِّنَ بعد ذلك بيتر جيفرسون لزعامة المدينة، وهو موقع هام في ذلك الوقت.
كان العام 1765 عامًا حافِلًا بالأحداث بالنسبة لعائلة جفرسون. في يوليو من ذلك العام، تزوجت أخته مارثا بصديقه المقرب وزميله الجامعي دابني كار، وهو ما أسعد جفرسون كثيرًا. في أكتوبر، فجع جفرسون بالموت المفاجئ لأخته جين التي كانت في سن الخامسة والعشرين، وكتب تأبينًا لها باللغة اللاتينية. احتلّت الكتب لدى جفرسون مكانةً خاصة وملأت الكتب التي جمعها طوال حياته ثلاث مكتبات كاملة، ضمّت المكتبة الأولى 200 مجلّد بدأ بتجميعها منذ صباه مِن الكتب التي ورثها عن أبيه وتلك التي تركها له جورج وايث، ولكن هذه المكتبة أتت عليها النيران في منزله بشادويل العام 1770. رغم ذلك، مع حلول العام 1773 كان جفرسون قد أعاد تزويد مجموعته بـ 1250 عنوانًا، وتوسّعت مجموعته لتضمّ 6500 كتابًا بحلول العام 1814. بعد إحراق البريطانيين لمكتبة الكونغرس خلال حرب العام 1812، ومقابل 23.950$، باع جفرسون مجموعة كتبه الثانية للحكومة الأمريكية لمساعدتها على تزويد مكتبة الكونغرس بالكتب. استخدم جفرسون جزءًا من المبلغ المدفوع له لسداد الديون المتراكمة عليه، إذ قدّم 10,500$ إلى ويليام شورت، و4,500$ إلى جون بارنز من جورجتاون. على كلّ حال، استكمل جفرسون مباشرةً جمع الكتب لمكتبته الخاصة، وقال في رسالة إلى جون آدامز: «لا يمكنني العيش دون الكتب». وأنشأ مكتبة جديدة ملأها بكتبه المفضلة، وعند وفاته بعد ذلك بعقدٍ من الزمان، كانت المكتبة تحتوي على 2000 مجلدًا تقريبًا.

### عمله كمحامٍ ومجلس بورغيسيس التشريعي
في العام 1767، قُبِلت عضوية جفرسون في نقابة محامي فيرجينيا وكان حينها يعيش مع والدته في شادويل. بالإضافة إلى مزاولته مهنة المحاماة، فقد عمِل جفرسون كنائب عن مقاطعة ألبمارل في مجلس بورغيسيس التشريعي بفرجينيا من العام 1769 حتى 1775. سعى جفرسون لإحقاق إصلاحاتٍ في نظام العبودية. في العام 1769، طرح مقترحًا تشريعيًّا بإسناد حقّ تحرير العبيد إلى مالكيهم، بدلًا مِن الحاكم الملكي والحاكم العام. أقنع جفرسون ابن عمه ريتشارد بلاند بأن يتولى الحملة الداعية إلى تمرير مشروع القرار، ولكن ردة الفعل كانت سلبية جدًّا.
تولى جفرسون الدفاع في سبع قضايا لعبيدٍ يطالبون بحريتهم، ورفض تقاضي أتعابه من أحد موكّليه الذي طالب بتحريره قبل سن الـ 31 القانوني اللازم لتحرير العبيد في حال كان أجدادهم مختلطي الأعراق. استند جفرسون إلى قانون الحق الطبيعي في حجّته القائلة: «يأتي الفرد إلى هذا العالم وله حقّ التحكم بنفسه واستخدامها كيفما يشاء. وهذا ما يُطلق عليه اسم الحرية الشخصية، وهي منحة من خالق الطبيعة كونها ضرورية للأفراد ليُعيلوا أنفسهم». قاطع القاضي جفرسون وأطلق حُكمًا قضائيًّا ضد موكّله. كنوعٍ من العزاء، قدّم جفرسون بعض المال إلى موكّله، ومن المعقول أنّ هذا ما ساعد موكّله على الهرب بعدها بفترة وجيزة. فيما بعد لم يجد جفرسون بُدًّا مِن بثّ مشاعره هذه بخصوص الحريات في إعلان الاستقلال بنفسه. تولّى جفرسون 68 قضية لمحكمة فيرجينيا العامة في العام 1767، إضافةً إلى ذلك، القضايا الثلاث الشهيرة: هاويل مقابل نيذيرلاند (1770)، بولينج مقابل بولينج (1771)، وقضية بلير مقابل بلير (1772).

### التعليم
في عام 1752، التحق جيفرسون بمدرسة محلية يديرها وليام دوگلاس، وهو مدير اسكتلندي. في سن التاسعة، بدأ جيفرسون دراسة اللغة اللاتينية واليونانية والفرنسية. توفي والده في 1757، عندما كان عمره 14 عاما. ورث جيفرسون حوالي 5,000 هكتار (20 كيلومتر مربع) من الأراضي، وعشرات من العبيد. لقد قام ببناء منزله هناك، والذي أصبح يعرف باسم مونتيچلو.
بعد وفاة والده درس في مدرسة العالم الناظر جيمس موري من 1758 حتي 1760. كانت المدرسة في أبراشية فريدريكسفيل بالقرب من جوردونسفيل، فرجينيا، على بعد 12 ميلا (19 كم) من شادويل، حيث عاش جيفرسون مع عائلة موري. هناك حصل على التعليم الأساسي، ودرس التاريخ والعلوم.
في عام 1760 دخل جفرسون كلية وليام آند ماري في وليامز في سن ال 16 ؛ هناك درس لمدة عامين، وتخرج مع مرتبة الشرف الأولى في عام 1762. التحق في وليام وماري، بمدرسة الرياضيات والفلسفة، والميتافيزيقيا، على يد أستاذ الفلسفة الأستاذ وليام سمال، الذي قام بتعريف جيفرسون المتحمس على كتابات التجريبيين البريطانيين، بما في ذلك جون لوك وفرنسيس بيكون، واسحاق نيوتن (لقبهم جيفرسون «ثلاثة من أعظم الرجال الذين أنتجهم العالم على الإطلاق»). كما اتقن الفرنسية، وكان يحمل كتاب قواعد اللغة اليونانية أينما ذهب، ويلعب على الكمان، ويقرأ لتاسيتس وهوميروس. كان طالبا حريصا، وأظهر جفرسون الفضول المتعطش في جميع الميادين، وفقا لتقاليد الأسرة كثيرا ما كان يدرس لمدة خمس عشرة ساعة في اليوم. من أقرب أصدقاء الكلية له كان جون بيج من روزويل، الذي أفاد أن جيفرسون «يمكنه نزع نفسه بعيدا عن أعز أصدقائه للهروب إلى دراسته.»
أثناء وجوده في الكلية، كان جيفرسون عضوا في منظمة سرية تدعى جمعية FHC. كان يعيش ويأكل في الكلية في مبنى يعرف اليوم باسم السير كريستوفر مبنى ورين، ويحضر وجبات الطعام الجماعية في القاعة الكبرى، وصلاة الصباح والمساء في كنيسة ورين. كثيرا ما حضر جيفرسون إلى الحفلات الفخمة الملكية للمحافظ فرانسيس فوكيار، حيث كان يلعب كمانه وحيث بدأ حبه المبكر لتذوق الخمور. بعد تخرجه في عام 1762 مع مرتبة الشرف الأولى، درس القانون مع جورج ويث والتحق بنقابة ولاية فيرجينيا في 1767.

### بعد التخرج من الجامعة
في 1 أكتوبر 1765، توفيت أخت جيفرسون الكبرى في سن ال 25. وسقط جيفرسون في فترة من الحزن العميق، لأنه كان يشعر بالفعل بالحزن لعدم وجود شقيقاته مريم، التي كانت قد تزوجت منذ عدة سنوات لتوماس بولينج، ومارثا، التي كانت قد تزوجت في وقت سابق في يوليو من دابنى كار. كلاهما انتقل إلى مساكن أزواجهن، وتركوا الإخوة الأصغر اليزابيث ولوسي، واثنين من الأطفال في رفقته. لم يكن جيفرسون يشعر بالارتياح في وجود اليزابيث أو لوسي لأنهما لم يقدما له التنشيط الفكري ذاته الذي كان يحصل عليه من الأشقاء الأكبر سنا.
استمر جيفرسون في معالجة العديد من القضايا كمحام في ولاية فرجينيا الاستعمارية، وإدارة أكثر من مائة قضية سنويا بين عامي 1768 و 1773 في المحكمة العامة وحدها، في حين كان يتصرف كمستشار في مئات القضايا الأخرى. قائمة عملاء جيفرسون ضمت أعضاء من الأسرة النخبة بولاية فرجينيا، بمن فيهم أفراد عائلة أمه، راندولف.

## مونتيچلو

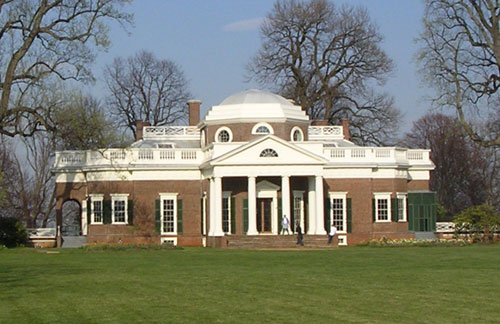
مونتيچلو

في 1768 بدأ توماس جفرسون بتشييد مونتيچلو، وهو عبارة عن قصر كلاسيكي جديد. بدءا من مرحلة الطفولة، كان جيفرسون يريد دائما أن يبني منزل على قمم الجبال الجميلة داخل شادويل. عانى جفرسون إلى حد كبير من الديون على مونتيچلو حيث كان ينفق ببذخ على ضيعة مونتيچلو لخلق بيئة كلاسيكية جديدة، على أساس دراسته للمهندس الباهر أندريا بالاديو وأوردرز.
كانت مونتيچلو أيضا مزرعة للرقيق خاصة بتوماس جفرسون. خلال فترة امتدت إلى سبعون سنة كان توماس جفرسون يملك أكثر من 600 من العبيد. الكثير من العبيد في مزارع مونتيچلو تزاوجوا من بعضهم البعض وأسفر ذلك عن انجاب أطفال. كان جيفرسون يدفع المال لعدد قليل من الرقيق الثقات في مناصب هامة عن العمل المنجز أو لأداء المهام الصعبة مثل تنظيف المداخن أو المراحيض. رغم عدم وجود مراجع عن ساعات العمل المباشر، إلا أن عبيد جفرسون ربما عملوا من الفجر حتى الغروب، مع أيام أقصر أو أطول وفقا للموسم. وتشير سجلات مجزأة عن حياة غنية بالروحانيات في مونتيچلو في أماكن سكن الرقيق، وتتضمن كل من المسيحية والتقاليد الأفريقية. على الرغم من أنه لا يوجد سجل عن أن جيفرسون هو الذي أوعز التعليم النحوي لدى العبيد، إلا أن العديد من الرجال المستعبدين في مونتيچلو كان يمكنهم القراءة والكتابة.

## الزواج والأسرة
في 1772، تزوج جيفرسون في سن ال 29 من أرملة (23 عاما) مارثا ويلز سكلتون. كان لديهم ستة أطفال: مارثا جيفرسون راندولف (1772-1836)، جين راندولف (1774-1775)، وابن ولد ميتا، أو لم يذكر اسمه (1777)، ماري جيفرسون إيبس (1778-1804)، لوسي اليزابيث (1780-1781)، ولوسي اليزابيث أخرى (1782-1785). توفيت مارثا في 6 سبتمبر 1782، بعد ولادة طفلها الأخير ولم يتزوج جفرسون مرة ثانية.

### الأطفال من قبل جاريته سالي هيمنجز

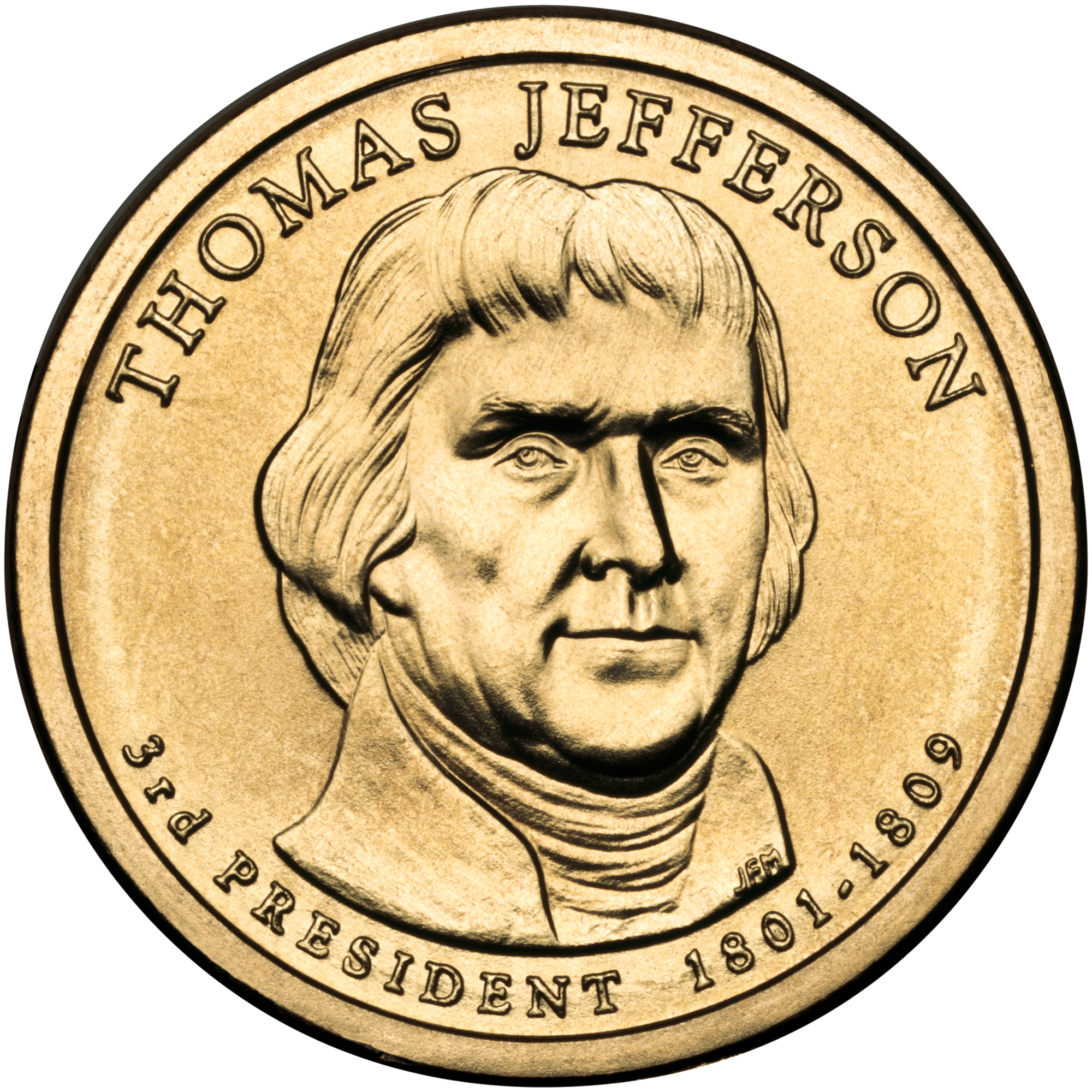
1 دولار أمريكي عملة تحمل نقش الوجه الكامل لجيفرسون

يقال ان جيفرسون كانت له علاقة حميمة على المدى الطويل مع واحده من عبيده اسمها سالي همينجز، وهي من أصل مختلط أبيض وأسود، وكان يعتقد أنها نصف شقيقة لزوجة جفرسون الراحلة. خلال إدارة الرئيس جيفرسون قام الصحفيين وغيرهم بزعم أنه قد أنجب العديد من الأطفال من همينجز بعد وفاة زوجته. في أواخر القرن العشرين اختبارات الحمض النووي (انظر بيانات الحمض النوي لجفرسون) أشارت إلى ذكر في سلالة جيفرسون، وربما توماس جيفرسون نفسه، وانه كان والد واحد على الأقل من أطفال سالي همينجز.
في عام 1998، خلصت دراسة الحمض النووى إلى أن هناك صلة بين الحمض النووي لنجل سالي إستون همينجز وخط الذكور لسلالة جيفرسون. أبناء العم كار، الذين اقترح بعض أحفاد جيفرسون أنهم آباء أطفال همينجز، قد ثبت بشكل قاطع أنهم ليسوا آباء إستون. في الوقت نفسه، أظهرت الدراسة عدم وجود ارتباط بين خط الذكور لجيفرسون وأحفاد توماس وودسون. ومع ذلك، لم تستطيع الدراسة أن تثبت بشكل قاطع ان توماس جيفرسون نفسه كان الجد، حيث أن جيفرسون ليس لديه ورثة من الذكور مباشرة (من الخط المشروع) لاختباره للمقارنة. (كان ينتمي إلى هابلوغروب 'تي' مجموعة الحمض النووي. 
في عامي 2000 و2001، وفي أعقاب نشر أدلة الحمض النووي، أفرج عن ثلاث دراسات. في عام 2000، قامت مؤسسة توماس جيفرسون التي تدير مونتيچلو، بتعيين لجنه متعددة التخصصات، والمكونة من تسعة أعضاء في لجنة البحوث الداخلية الحاصلين على درجات الدكتوراه والأعضاء المنتدبة لدراسة هذه المسألة حول أبوة أطفال همينجز. وخلصت اللجنة إلى "أنه من غير المحتمل أن أي جيفرسون غير توماس جيفرسون يكون والد أطفال [همينجز الستة].
في عام 2001 قامت جمعية التراث توماس جيفرسون (TJHS)  بإجراء دراسة مستقلة من قبل 13 عضوا بهيئة العلماء. وخلصت اللجنة إلى أن أطروحة أبوة جيفرسون لم تكن مقنعة. وأصدرت تقريرا في 12 نيسان 2001. نتيجة أغلب أعضاء لجنة العلماء كانت «ادعاءات جيفرسون - همينجز ليست مثبتة بأي حال». اقترح الغالبية البديل الأكثر احتمالا وهو أن راندولف جيفرسون، شقيق توماس الأصغر، كان والد إستون، الابن الاصغر لهمينجز. (ملاحظة: لم يكن راندولف جيفرسون حتى أواخر القرن العشرين من الأشخاص المقترحة كمرشح لأبوة أطفال همينجز.)
في وقت لاحق في عام 2001، قامت اللجنة الوطنية لأنساب المجتمع بمراجعة المقالات المنشورة واستعراض الأدلة من منظور علم الأنساب. وخلص الباحثون إلى أن الصلة بين توماس جيفرسون وسالي همينجز كانت موثوقة ومتسقة مع وزن الأدلة. إلا أنهم انتقدوا تقرير TJHS لنقاط الضعف في النهج، والانحياز عند مراجعة البيانات، وتجاهل وزن الأدلة.

#### الخلفية التاريخية
أربعة من هؤلاء الأطفال من همينجز ظلوا على قيد الحياة وهم: بيفيرلي، هارييت، ماديسون، وإستون. أطلق جيفرسون سراح اثنين منهم عندما بلغوا حوالي 21 من العمر. وأعطت ابنته سالي لهمينجز «وقتها» بعد وفاة جيفرسون، وهي ممارسة شائعة نسبيا في هذا الوقت يسمح للعبيد المسنين فيها بقضاء وقتهم عموما كما يشاؤون، ولكن دون الإعتاق (تحرير). وماتت وهي لا تزال قانونيا من الرقيق.
بدأت المضاربات في أوائل القرن التاسع عشر بأن جيفرسون أنجب أطفال من همينجز. كان جيفرسون يبلغ من العمر 39 عاما فقط عند وفاة زوجته، وكان قد وعدها بأن لا يتزوج مرة أخرى أبدا. وقد كانت ممارسة شائعة نسبيا لأصحاب الرقيق البيض أن يقيموا علاقات جنسية مع الإماء. على سبيل المثال، والد زوجته جون وايلز كانت له علاقة طويلة الأمد مع اليزابيث (بيتي) همينجز عندما كان أرمل، وكان له ستة من الأطفال معها، أصغرهم كانت سالي. بعض الرجال من النخبة البيضاء نفى أو أخفى مثل هذه العلاقات، ولكن الأطفال مختلطه العرق تشهد على الحقائق بنحو ملحوظ مثلما ذكرت زوجات مالكي العبيد في الجنوب ماري شيسنوت وفاني كيمبل في المجلات المنشورة، يوميات ماري شيسنوت ذكريات الإقامة قي مزارع جورجيا .
الإدعاء بأن جيفرسون أنجب أطفال من همينجز كان موضوع القيل والقال لسنوات، عندما قام الصحافي الجدلى جيمس ت. كالندر بنشر مسألة تسجيل ولاية ريتشموند  في 1 سبتمبر 1802، لصحيفة فرجينيا... «[جيفرسون] أبقى لسنوات عديدة واحده من العبيد كخليلة اسمها سالي». بعد انتخب جيفرسون رئيسا للبلاد في عام 1800، هدد كالندر جيفرسون أنه سوف ينشر المقال إذا حرم كالندر من منصب مدير مكتب البريد في ولاية فرجينيا. نشرت الصحف روايات أخرى، وتعرض هذا الموضوع إلى رسوم كاريكاتورية سياسية. لم يستجيب جيفرسون علنا لهذه القضية، ولكن قيل انه نفى وجود علاقة جسدية مع همينجز في مراسلاته الخاصة.
فيما يخص الزواج بين السود والبيض، كتب جيفرسون في عام 1814 بأن «[إن مزج البيض مع السود سينتج عن التدهور لمن لا يحب بلده، أي محب للتميز في شخصية الإنسان لا يمكنه الموافقة ببراءة». بعض المؤرخين ادعوا أن جيفرسون لن يقوم بمناقضة نفسه في كتاباته. وقال كاتب سيرة جيفرسون الأشهر في القرن العشرين، دوماس مالون، أن الإدعاء بأن جيفرسون هو أب لأطفال همينجز غير قابل للتصديق، بحجة أنه لا يتماشا مع مبادئ جيفرسون المذكورة، إلا أن الأدلة التاريخية والرأي السائد على خلاف مع ما قدمة مالون.
ولدوا أطفال همينجز بعد عودتها من فرنسا مع جيفرسون. الجدول الزمني لأنشطة جيفرسون المؤرخة من قبل دوماس مالون، التي وضعت لأغراض أخرى، تبين أن جيفرسون كان مقيم في مونتايسلو عند ولادة الأطفال، على الرغم من أنه كان بعيدا لسنوات ولفترات طويلة من الوقت عندما التحق بالمكتب السياسي. لقد أتيحت لأطفال همينجز بعض الفرص الإستثنائية. كانوا سبعة أثمان من النسب الأبيض. جيفرسون حفيد توماس جيفرسون راندولف قال إن جميع الأطفال كانوا يشبهوا جيفرسون، وأنه واحد من الأولاد «بدا تقريبا بالضبط مثله.» 
أطفال سالي همينجز هم:
- هارييت همينجز (الأولى) (5 أكتوبر 1795—7 ديسمبر، 1797)
- بيفرلي همينجز(ربما تدعى وليام بيفرلى همينجز) (1 أبريل 1798—بعد 1873)
- ابنة بدون اسم (وربما تدعى ثينيا كناية لشقيقة همينجز) (ولدت في 1799 وتوفيت في سن الطفولة)
- هارييت همينجز (الثانية) (22 مايو 1801—بعد 1863)
- ماديسون همينجز (وربما يدعى جيمس ماديسون همينجز) (19 يناير، 1805—1877)
- إستون همينجز (ربما يدعى توماس إستون همينجز) (21 مايو 1808—1856)

«كل من أطفال سالي همينجز أُعْطُوا أسماء أشخاص في شجرة عائلة جيفرسون - راندولف الذين يمكن ربطهم بتوماس جيفرسون». الوحيد الذي لم يعطى اسم من عائلة راندولف كان اسمه جيمس ماديسون وهو واحد من أقرب أصدقاء جيفرسون. ماديسون وإستون دُرِّبُوا كنجارين ودربوا على يد عمهم جون همينجز الذي كان على درجة عالية من المهارة. جميع الأشقاء الثلاثة تعلم العزف على الكمان. بيفرلي كان جيد بما يكفي ليعزف في حفلات مونتايسلو الراقصة. كشخص بالغ، كان إستون ماهر بما فيه الكفاية لكسب العيش في عالم الموسيقي. جيفرسون كان مولعا بالكمان. تعلمت هارييت كيف تنسج، ولكن لم تبدأ في عملها حتى سن ال14 عاما وهو سن يتجاوز معظم أطفال الرقيق.
في 1822، لاذا هارييت وبيفرلي بالفرار كبالغين من مونتايسلو. لم يرسل جيفرسون أي شخص بعدهم، أو حاول أن يبحث عنهم ؛ المشرف الخاص به قدم المال لهارييت من أجل رحلتها. هارييت همينجز كانت الوحيدة من بين إناث الرقيق التي قام جيفرسون بإطلاق سراحها من الناحية القانونية. وكانت عائلة همينجز الأسرة الوحيدة من الرقيق التي تغادر مونتايسلو وتعيش كأشخاص حرة، قانونيا أو بحكم الواقع. 
جفرسون أطلق سراح ماديسون وإستون همينجز في وصيته، كما تقدم بالتماس إلى البرلمان للسماح لهم بالبقاء في الولاية. بعد أن حصلت همينجز على وقتها، سمح لها بمغادرة مونتايسلو. عاشت همينجز مع أبنائها ماديسون وإستون لعدة سنوات في شارلوتسفيل حتى وفاتها، ولكن، كما هو الحال مع اثنين من أبنائها من قبل جيفرسون، وضعها القانوني اعتبرها من الرقيق وظل الأمر على حاله. بموجب القانون، لم يكن بإمكان جيفرسون أن يطلق سراح العبيد إلا الذين يمكنهم أن يكونوا مكتفيين ذاتيا. في تعداد عام 1830، صنف التعداد الهمينجز الثلاث باعتبارهم بيض.
وقيل من قبل شقيقهما ماديسون أن بيفرلي وهارييت تزوجا من بيض في عائلات «جيدة» واختلطوا في المجتمع الأبيض. وروى هذا، فضلا عن تفاصيل أخرى، في مذكراته التي نشرت في 1873، من خلال مقابلة مع ويتمور في مقاطعة بايك الجمهورية. ذكر ماديسون همينجز أنه وإخوته كانوا أطفالا لتوماس جيفرسون، وأن جيفرسون كان قد عقد اتفاقا مع أمهما سالي همينجز لإطلاق سراحهم عندما يبلغوا من العمر. في حين أن المشككين في مذكرات همينجز أشاروا إلى عدم الدقة، الا أنهم «اعترفوا بأن الغالبية العظمى من تصريحات همينجز يمكن التحقق منها من مصادر خارجية.» 
تزوج إستون وماديسون همينجز من السود على حد سواء ومن عرق مختلط. بعد وفاة الأم، انتقلوا مع عائلاتهم من ولاية فرجينيا إلى شليكث، أوهايو. كان لديها جالية كبيرة من السود الأحرار والمشاعر القوية المساندة للسود من العديد من البيض كذلك. قبل سنوات من نشر مقالة ويتمور، كان هناك حديث حول علاقة النسب مع توماس جيفرسون، كما هو مذكور في المقال عام 1902.
بعد بضع سنوات، انتقل إستون مع عائلته إلى ولاية وسكنسن في 1852، حيث غَيّر اسمه إلى جيفرسون. في الوقت نفسه، اندمج هو وعائلته في المجتمع الأبيض. ابنه الأكبر جون وايلز جيفرسون خدم في الحرب الأهلية الأمريكية كضابط أبيض وتمت ترقيته إلى رتبة عقيد.
على النقيض من ذلك، ماديسون همينجز ومعظم ذريته كانت تعرف على أنها من الأميركيين الأفارقة. أحد أبناء ماديسون خدم في قوات الولايات المتحدة الملونة خلال الحرب الأهلية، وتوفي في سجن معسكر اندرسون. في القرن العشرين، أحد أحفاد ماديسون، فريدريك ماديسون روبرتس، أصبح أول أمريكي أفريقي ينتخب للمجلس التشريعي لكاليفورنيا والأسود الأول المنتخب لمنصب عام في واحدة من ولايات الساحل الغربي.

## حياته السياسية 1774 حتي 1800

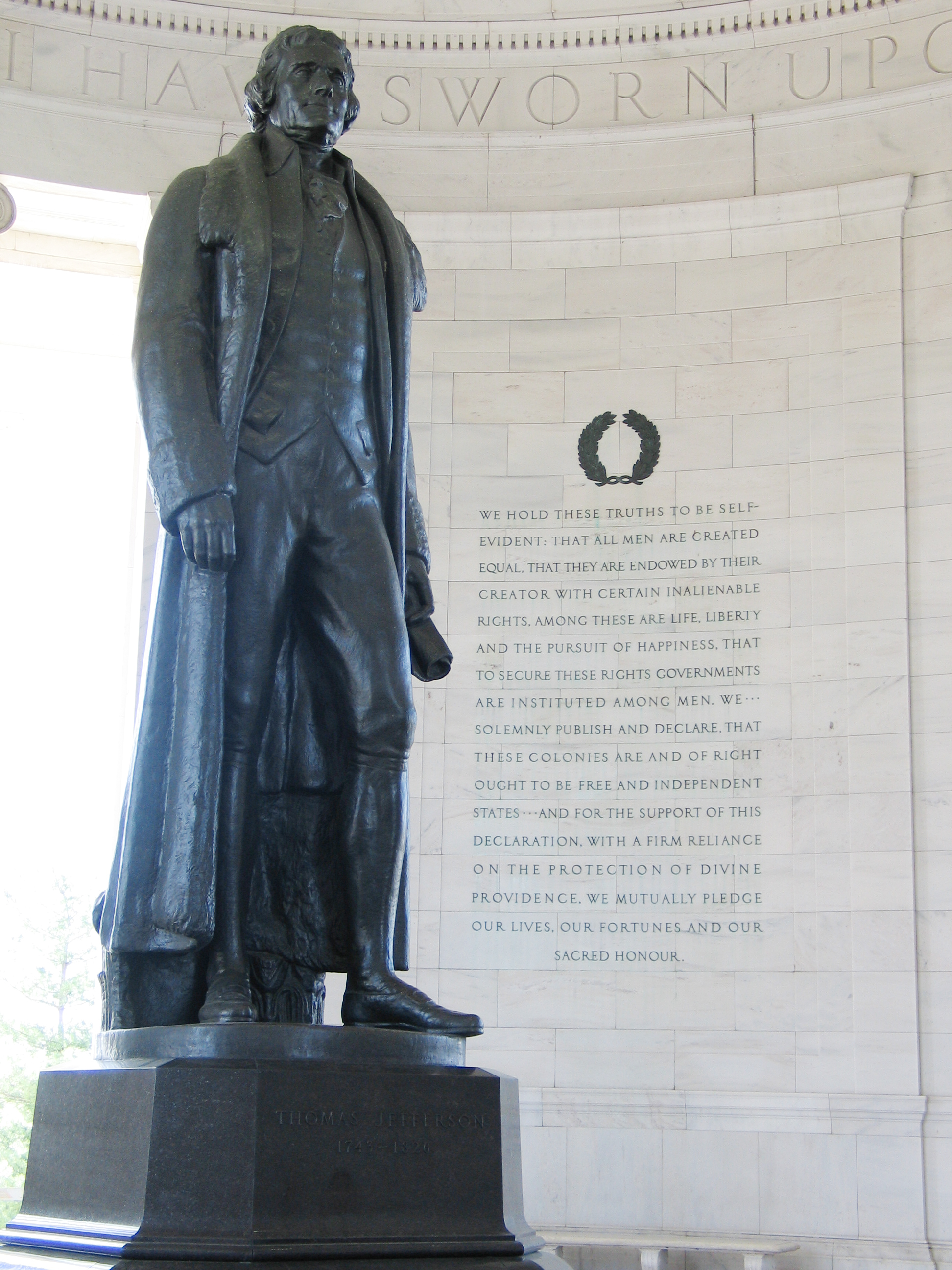
Rudolph Evans' statue of Jefferson with excerpts from the Declaration of Independence to the right

### نحو ثورة
إلى جانب مزاولة مهنة المحاماة، مثل جيفرسون مقاطعة البامارل في مجلس نواب المواطنين في ولاية فرجينيا في بداية عام 1769. بعد تمرير القوانين القسرية من قبل البرلمان البريطاني في 1774، كتب جيفرسون مجموعة من القرارات ضد هذا القانون والتي توسعت إلى عرض موجز للحقوق البريطانية الأمريكية، ونشر أول عمل له. الانتقادات السابقة للقانون القسري ركزت على القضايا القانونية والدستورية، ولكن جيفرسون عرض الفكرة الراديكالية والتي بمقتضاها يحق للمستعمرين الحق الطبيعي بأن يحكموا أنفسهم. جادل جيفرسون أيضا بأن البرلمان هو الهيئة التشريعية الوحيدة لبريطانيا العظمى، وليس لديها سلطة تشريعية في المستعمرات. البحث كان المقصود به أن يكون بمثابة تعليمات لوفد ولاية فرجينيا في المؤتمر القاري الأول، ولكن أفكار جيفرسون تبينت أن تكون أكثر راديكالية لتلك الهيئة. ومع ذلك، فإن الكتيب ساعد على توفير الإطار النظري لاستقلال الولايات المتحدة، وميز جيفرسون كواحدا من أكثر المتحدثين باسم الوطنية.

### صياغة إعلان
تولى جيفرسون منصب المندوب لدى المؤتمر القاري الثاني ابتدأ من يونيو 1775، بعد وقت قصير من اندلاع الحرب الثورية الأمريكية. عندما بدأ المؤتمر في النظر حول فكرة قرار الاستقلال في يونيو 1776، عُيِّنَ جيفرسون في لجنة من خمسة رجال لإعداد إعلان يرافق القرار. اختارت اللجنة المختارة جيفرسون لكتابة المسودة الأولى ربما بسبب سمعته ككاتب. المهمة اُعْتُبِرَتْ روتينية، ولم يعتقد أحد في هذا الوقت أنه يمثل مسؤولية كبرى. أنهى جيفرسون المسودة بالتشاور مع أعضاء اللجنة الأخرين، مستفيدا من خبرته الخاصة في مشروع القرار المقترح لدستور ولاية فرجينيا، ومسودة جورج مايسون وإعلان حقوق فرجينيا، وغيرها من المصادر.
اظهر جيفرسون المسودة للجنة، الأمر الذي استدعى بعض التنقيحات النهائية، ومن ثم عُرِضَ امام الكونغرس يوم 28 يونيو حزيران 1776. بعد التصويت لصالح قرار الاستقلال يوم 2 يوليو، حول الكونغرس انتباهه إلى الإعلان. على مدى عدة أيام من المناقشات، اتخذ الكونغرس بضعة تغييرات في الصياغة وحذف ما يقرب من ربع النص، وأبرزها فقرة حرجة حول تجارة الرقيق، التغييرات أثارت استياء جيفرسون. في يوم 4 يوليو 1776، تمت الموافقة على صياغة إعلان الاستقلال. أصبح الإعلان من شأنه أن يمثل شهرة جيفرسون الرئيسية، وأصبحت الديباجة البليغة بيانا دائمة لحقوق الإنسان.

### مشرع الدولة

In John Trumbull's painting Declaration of Independence, the five-man drafting committee is presenting its work to the Continental Congress. Jefferson is the tall figure in the center laying the Declaration on the desk.

في سبتمبر 1776، عاد جيفرسون إلى ولاية فرجينيا، وانتخب عضوا في مجلس النواب الجديد لنواب فرجينيا. خلال فترة ولايته في البيت، عمل جيفرسون على إصلاح وتحديث ولاية فرجينيا من حيث نظام القوانين ليعكس مكانتها الجديدة كدولة ديمقراطية. لقد صاغ 126 قانون في غضون ثلاث سنوات، بما في ذلك قوانين لإلغاء البكورة، ووضع الحرية الدينية، وتبسيط النظام القضائي. في 1778، أدى قانون جيفرسون «لمزيد من النشر العام للمعرفة» إلى العديد من الإصلاحات الأكاديمية في جامعته، بما في ذلك نظام انتخابي من الدراسة، وهي إحدى الجامعات الأولى في أميركا.
أثناء عمله في المجلس التشريعي للولاية اقترح جيفرسون مشروع قانون لإلغاء عقوبة الإعدام بالنسبة لجميع الجرائم باستثناء جرائم القتل والخيانة. فشلت جهوده الرامية إلى إصلاح قانون عقوبة الاعدام بسبب صوت واحد فقط،  وظلت جرائم مثل الاغتصاب يعاقب عليها بالإعدام في ولاية فرجينيا حتى 1960. لقد نجح في تمرير قانون يحظر استيراد العبيد ولكن لم يمنع الرق نفسه.

### حاكم ولاية ڤرجينيا
تولى جيفرسون منصب حاكم ولاية ڤرجينيا 1779-1781. عندما كان حاكما، أشرف على نقل عاصمة الولاية من وليامز إلى موقع أكثر مركزية وهو ريتشموند في 1780. لقد واصل الدعوة إلى الإصلاحات التعليمية في كلية وليام وماري، بما في ذلك ميثاق شرف بين الشرطة والطالب وهو الأول في الأمة. في عام 1779، وبناء على طلب من جيفرسون، عينت كلية وليام وماري جورج ويثى ليكون أول أستاذ للقانون في جامعة أمريكية. بسبب عدم رضاه عن معدل التغير الذي أراد تحقيقة، أصبح في وقت لاحق مؤسس لجامعة فيرجينيا، والتي كانت أول جامعة في الولايات المتحدة في مجال التعليم العالي والتي كانت منفصلة تماما عن العقيدة الدينية.
تعرضت فرجينيا للغزو مرتين من قبل البريطانيين الأولى بقيادة بينيديكت أرنولد ثم اللورد كورنواليس خلال فترة تولى جيفرسون منصب حاكم الولاية. كان هو وإلى جانبه باتريك هنري وزعماء آخرين من ولاية فرجينيا على بعد عشر دقائق من إلقاء القبض عليهم من قبل بناستر تارلتون، وهو عقيد بريطاني يقود فرقة الفرسان التي كانت قد قامت بغارة على المنطقة في يونيو 1781. الرفض العام على أدائه أخّر تطور مستقبله السياسي، ولم يُعَدْ انتخابه مرة أخرى لمناصب عامة في ولاية فرجينيا. ومع ذلك، عين من قبل المجلس التشريعي للولاية بالكونغرس في عام 1783.

### عضو في الكونغرس
عينت محافظة فرجينيا التشريعية جيفرسون في مؤتمر الاتحاد في 6 يونيو 1783، بدأت فترة ولايته في 1 نوفمبر. كان عضوا في لجنة شكلت لتحديد أسعار صرف العملات الأجنبية، وبهذه الصفة أوصى بأن العملة الأمريكية ينبغي أن تستند إلى النظام العشري.
كما أوصى جيفرسون بإنشاء لجنة من المحافظات، لتعمل بوصفها الذراع التنفيذية للكونغرس عندما كان الكونگرس في الدورة.
غادر الكونگرس عندما انتخب وزير مفوض في 7 مايو 1784 وأصبح وزيرا لفرنسا في 1785.

### وزيرا لفرنسا

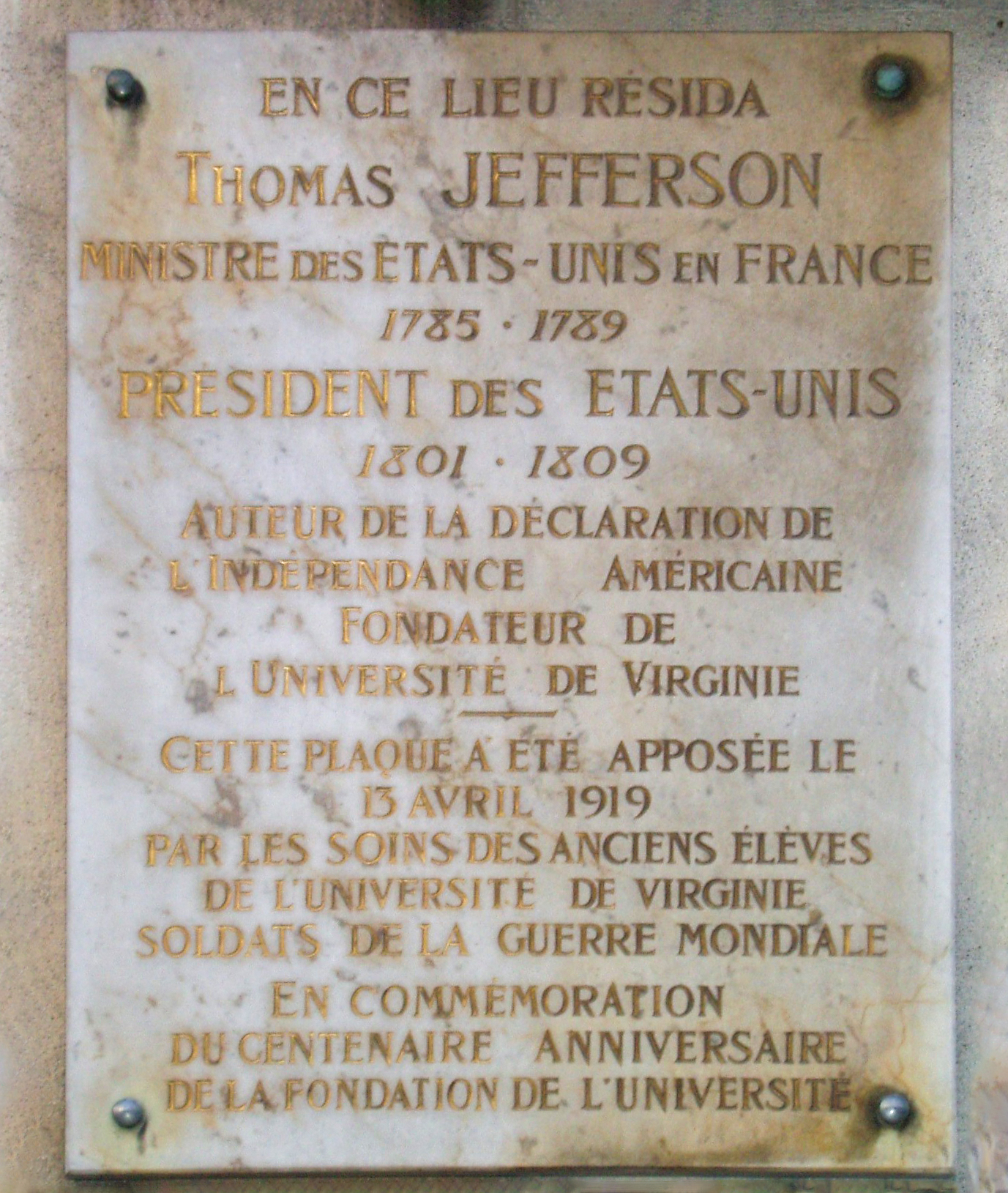
Memorial plaque on the Champs-Élysées, Paris, France, marking where Jefferson lived while he was Minister to France. The plaque was erected after World War I to commemorate the centenary of Jefferson's founding of the University of Virginia.

بسبب شغل جيفرسون منصب وزير في فرنسا من 1785 حتي 1789، لم يتمكن من حضور مؤتمر فيلادلفيا. كان يؤيد عموما الدستور الجديد على الرغم من عدم وجود قانون للحقوق وكان يتم إحاطته بما يحدث عبر مراسلاته مع جيمس ماديسون.
أثناء وجوده في باريس، عاش في منزل في الشانزليزيه. لقد قضى الكثير من وقته في استكشاف المواقع المعمارية للمدينة، فضلا عن الاستمتاع بالفنون الجميلة التي كانت باريس تقدمها. أصبح كذلك الضيف المفضل في صالون الثقافة، وكان ضيف العشاء المتكرر لكثير من أهل المدينة البارزين. بالإضافة إلى ذلك، كثيرا ما سلى آخرين من المجتمع الفرنسي والأوروبي. كان هو وابنتيه برفقة اثنين من عبيد أسرة همينجز من مونتايسلو. دفع جيفرسون مقابل تدريب جيمس همينجز ليصبح طاهيا فرنسيا (رافق همينجز جيفرسون في وقت لاحق كطاه عندما كان في فيلادلفيا). سالي همينجز، شقيقة جيمس، رافقت بنات جيفرسون في الخارج. ويعتقد أن جيفرسون بدأ علاقة الطويلة الأمد مع سالي همينجز في باريس. كلا الهمينجز تعلما الفرنسية خلال فترة وجودهم في المدينة.
من 1784 إلى 1785 كان جيفرسون واحدا من مهندسي العلاقات التجارية بين الولايات المتحدة وپروسيا. حيث السفير البروسي فريدريش فيلهلم فون ثوليمير وجون ادامز، على حد سواء عاشوا في هجو، وبنجامين فرانكلين الذي كان معهم أيضا في باريس.
على الرغم من صداقاته العديدة مع النخبة الاجتماعية والنبيلة، عندما بدأت الثورة الفرنسية في عام 1789، وقف جيفرسون إلى جانب الثوار.

### وزير الخارجية
بعد عودته من فرنسا، تولى جيفرسون منصب الأمين الأول للدولة في عهد جورج واشنطن (1790-1793). بدأ جيفرسون وألكسندر هاملتون النزاع حول السياسة المالية الوطنية، وخاصة حول تمويل ديون الحرب، مع هاميلتون يساند الاعتقاد بأن الدين يجب أن يكون بالتساوي، وجيفرسون يساند الاعتقاد بأن كل دولة يجب أن تكون مسؤولة عن الديون الخاصة بها (لم تراكم ولاية فرجينيا ديون كثيرة أثناء الثورة). بعد المزيد من الخلافات مع الفدراليين، وازن جيفرسون الأمر مع هاملتون وبقية الفدراليين مع الملكيين والمحافظين الذي هددوا بتقويض الجمهوريين. لقد ساوى الفيدرالية مع "الملكية"، وحرصت على القول بأن "الهاميلتون كانوا يعدون وراء... ويرغبون بشدة قي التيجان والمنارات والتتويجات. جيفرسون وجيمس ماديسون أسسا وقادا الحزب الجمهورى الديمقراطى. كان يعمل مع ماديسون، ومع مدير حملته الانتخابية جون جيه بكلي لبناء شبكة وطنية من حلفائه الجمهوريين لمكافحة الفدراليين قي جميع أنحاء البلاد.
أيد جيفرسون بريطانيا ضد فرنسا بقوة عندما اندلعت الحرب بين تلك الدول في عام 1793. لاحظ المؤرخ لورانس كابلان بأن جيفرسون «دعم القضية الفرنسية بشغف»، في حين كان متفقا مع واشنطن على أن الأمة لا ينبغي أن تشارك في القتال. بحلول عام 1793 وقدوم وزير الخارجية الفرنسي العدواني الجديد، إدمون شارل جينيه، تسبب هذا في أزمة لوزير الخارجية، حيث كان يشاهد جينيه يحاول أنتهاك حياديه أمريكا والتأثير على الرأي العام، وحتى تخطى واشنطن لمناشدة الشعب ؛ وهي مشاريع نجح جيفرسون في احباطها. وفقا لشاشنر، اعتقد جيفرسون بأن النجاح السياسي في الداخل يعتمد على نجاح الجيش الفرنسي في أوروبا :

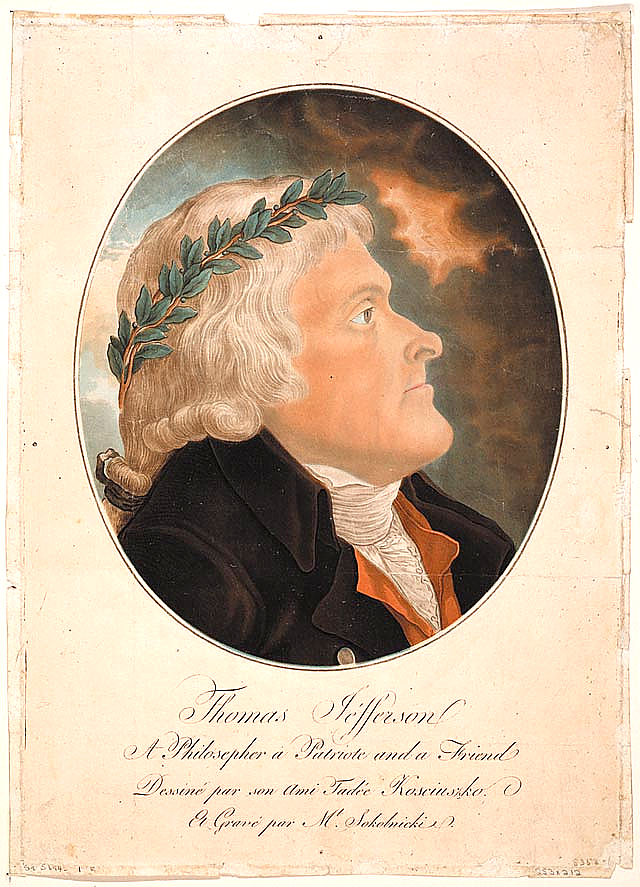
من معارف لتوماس جيفرسون في لمحة من تاديوش كوسيوسكو

كان جيفرسون لا زال متشبث بتعاطفه مع فرنسا، وأعرب عن أمله في نجاح مساعيها في الخارج وابرام ميثاقا وديا معها في الداخل. لقد كان خائفا من أن انعكاس ساحات المعارك الفرنسية الأوروبية ستعطى «حيوية رائعة لدي المنوكراتس، ومما لا شك فيه تؤثر على نبرة الإدارة لحكومتنا. في الواقع، أخشى أنه إذا كان هذا الصيف سيأتى بنتائج كارثية على الفرنسيين، فإنه هذه الطاقة ستنتقل إلى الجمهورية في الكونغرس الجديد، والذي كنت آمل قي أن يقوم بالكثير من الإصلاح.»

### أجازة من منصبه
في نهاية عام 1793 انتقل جيفرسون لمونتايسلو حيث واصل تنسيق المعارضة مع هاميلتون وواشنطن. مع ذلك معاهدة جاي في 1794 التي قادها هاميلتون أتت بالسلام والتجارة مع بريطانيا  –  في حين أن ماديسون، وبدعم قوي من جيفرسون، أراد، كمايقول ميلر «، خنق الأم السابقة للبلاد» من دون الذهاب إلى الحرب. «أصبح أمرا يؤمن به بين الجمهوريين ان الأسلحة التجارية ستكون كافية لجعل بريطانيا العظمى توافق على أي شروط تملى عليها من قبل الولايات المتحدة». لقد شجع جيفرسون ماديسون بقوة.

### انتخابات عام 1796 ونيابة الرئيس
لقد خسر كمرشح ديمقراطي-جمهوري في 1796 أمام جون آدمز، ولكنه كان لديه ما يكفي من الأصوات الانتخابية ليصبح نائب رئيس (1797-1801). لقد كتب كتيبا عن النظام الداخلي للبرلمان، ولكن على خلاف ذلك تجنب مجلس الشيوخ.
مع حالة شبه الحرب، وحرب غير معلنة مع البحرية في فرنسا، أسس الفدرالي جون آدمز البحرية، وقام ببناء الجيش، وبفرض ضرائب جديدة، استعدادا للحرب، وسن قوانين الهجرة والتمرد في عام 1798. فسر جيفرسون قانون الأجانب والتحريض على الفتنة بمثابة هجوم على حزبه كعدوا خطيرا أكثر من الأجانب، بل كانوا معتادين على الهجمات على حزبه، مع أبرز الهجمات القادمة من ماثيو ليون، ممثل ولاية فيرمونت. جفرسون وماديسون حشد التأييد عبر كتابالكنتاكي وفيرجينيا، والتي أعلنت أن الحكومة الاتحادية ليس لديها الحق في ممارسة سلطات غير مخولة على وجه التحديد من قبل المحافظات. القرارات كانت تعني أنه إذا تحملت الحكومة الفيدرالية مثل هذه الصلاحيات، يمكن أن تُرْفَضْ من قبل المحافظة. والقرارات عرضت أول تصريحات لحقوق الولايات النظرية، التي أدت لاحقا إلى مفاهيم الإلغاء والفاصلة.

### انتخابات عام 1800
بعد العمل عن كثب مع آرون بور في نيويورك، حشد جيفرسون حزبه، وهاجم فرض ضرائب جديدة على الأخص، ورشح نفسه لرئاسة الجمهورية في عام 1800. اتساقا مع التقاليد السائدة في تلك الأوقات، لم يقوم بحملة انتخابية مسبقة لهذا المنصب. قبل إقرار التعديل الثاني عشر، نشأت مشكلة مع الاتحاد الجديد للنظام الانتخابي. تساوى مع بير على المركز الأول في المجمع الانتخابي، وترك مجلس النواب (حيث لا يزال لدي بعض الفدراليين السلطة) للبت في الانتخابات.

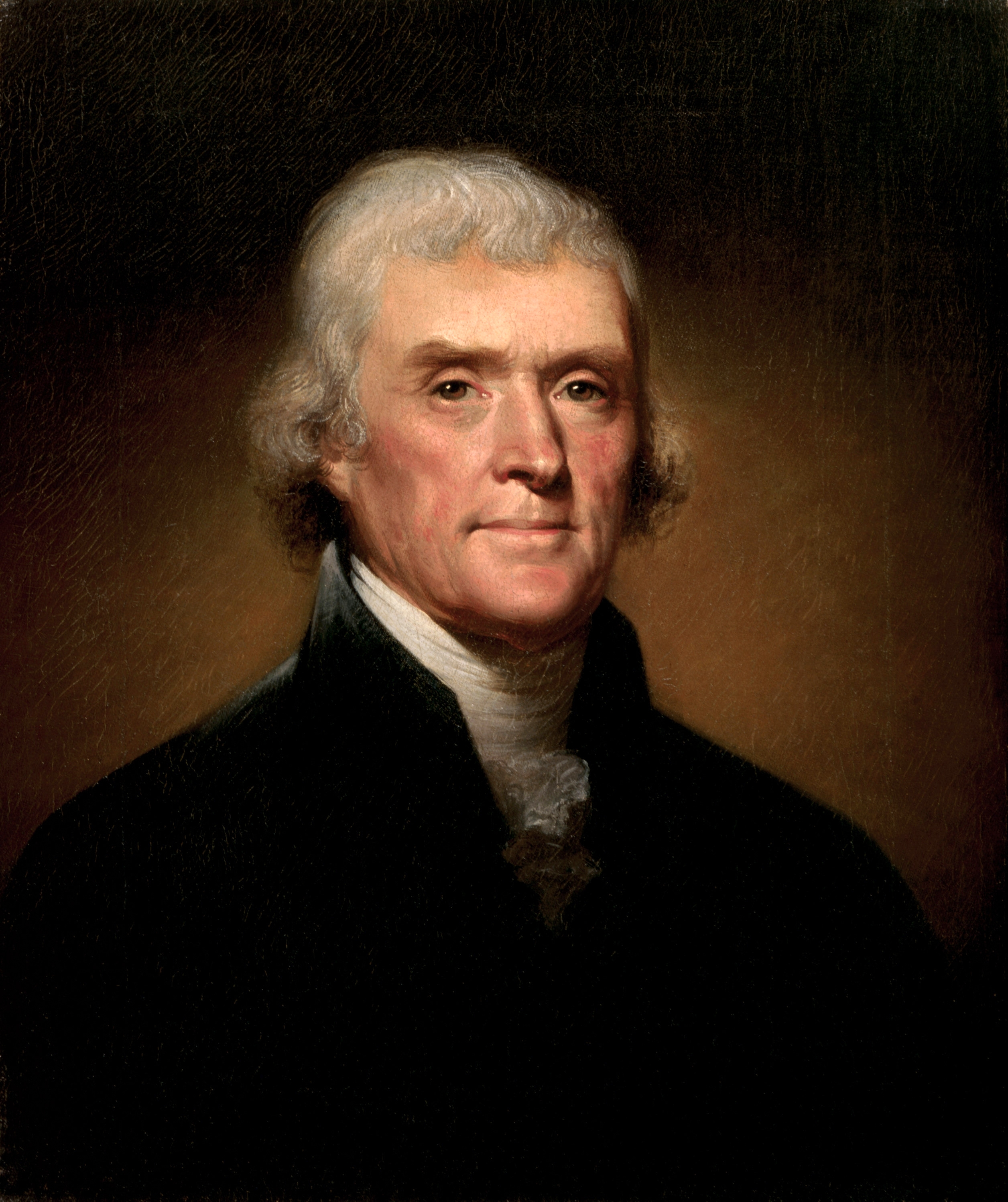
Portrait of Thomas Jefferson by Rembrandt Peale, 1800

بعد مناقشات مطولة وتحت السيطرة داخل البيت الفدرالي أقنع هاملتون حزبه بأن جيفرسون سوف يكون أقل شرا سياسيا من بير وأن مثل هذه الفضيحة في العملية الانتخابية من شأنها أن تقوض نظام لا يزال شابا. حُلَّتْ هذه المسألة من قبل مجلس النواب، في 17 فبراير 1801، بعد ست وثلاثين صندوق اقتراع، عندما انتخب جيفرسون كرئيس وبير نائب الرئيس. رفض بير ابعاد نفسه عن الترشيح خلق رفض لدى جيفرسون، وفصل بير من المنصب في عام 1804 بعد مقتل هاميلتون في مبارزة على يد بير.
ومع ذلك، فوز جيفرسون على الفدرالي جون آدمز في الانتخابات العامة سخر في الوقت المناسب لكيفية نشئت المجمع الانتخابي بموجب ثلاثة أخماس كحل وسط في الاتفاقية الدستورية. جزءا من أصوات جيفرسون المستحقة في انتخابه ترجع لعدد ضخم من ناخبي الجنوب بسبب حيازات الرقيق، مما يعني أن اثني عشر من أصوات جيفرسون الانتخابية، وهي هامش الفوز - مستمدة من المواطنين الذين حرموا من التصويت وإنسانيتهم الكاملة. بعد انتخابه في عام 1800، تعرض جيفرسون للسخرية وسمى «الرئيس الزنجي»، مع نقاد مثل في كتابات الزئبق ونيو انجلاند بلاديوم من بوسطن الذين كتبوا  يوم 20 يناير 1801، أن جيفرسون كانت له الوقاحة أن يحتفل بانتخابه وانتصارا الديمقراطية عندما فاز «معبد الحرية على أكتاف العبيد.» 

## الرئاسة 1801-1809
ألغى جيفرسون العديد من الضرائب الإتحادية، وسعى إلى الاعتماد بشكل رئيسي على العائدات الجمركية. عفا الناس الذين كانوا قد سجنوا في إطار قانون الهجرة والتمرد، الذي أقره جون آدامز، والذي يعتقد جيفرسون أنه غير دستوري. وألغى قانون السلطة القضائية من 1801 وأزال الكثير من «قضاة منتصف الليل» لآدامز من مناصبهم، الأمر الذي أدى إلى أن المحكمة العليا بتت في القضية الهامة لماربوري ضد ماديسون. بدأ وفاز في أول حرب بربرية (1801-1805)، وهي أول حرب كبيرة لأميركا في الخارج، وأنشأ الأكاديمية العسكرية للولايات المتحدة في وست بوينت في عام 1802.
في عام 1803، على الرغم من الشكوك حول دستورية سلطة الكونغرس لشراء الأراضي، اشترى جيفرسون لويزيانا من فرنسا، وضاعف حجم الولايات المتحدة. الأرض المكتسبة تساوي 23 في المئة من حجم الولايات المتحدة اليوم.
في عام 1807 حوكم نائب الرئيس السابق، آرون بور بتهمة الخيانة بأوامر من جيفرسون، ولكن تمت تبرئته. أثناء المحاكمة استدعى رئيس المحكمة جون مارشال جيفرسون الذي احتج استنادا إلى الامتياز التنفيذي، وادعى أن الرئيس لم يكن بحاجة إلى الامتثال. عندما نازع مارشال بأن الدستور لا يعطي رئيس الجمهورية أي استثناء لواجب الانصياع لأمر المحكمة، تراجع جيفرسون.
سمعة جيفرسون أصيبت بأضرار من جراء قانون الحظر عام 1807، والذي كان غير فعال وألغي في نهاية فترة ولايته الثانية.
في عام 1803، وقع الرئيس جيفرسون على مشروع قانون والذي يستثني السود من حمل بريد الولايات المتحدة. المؤرخ جون هوب فرانكلن دعا التوقيع «تعبيرا عن عدم ثقة لا مبرر له للزنوج الحرة الذين لم يفعلوا شيئا ليستحقوا ذلك».
يوم 3 مارس، 1807، وقع جيفرسون على مشروع قانون يجعل استيراد الرقيق غير قانوني في الولايات المتحدة.

## الحرب على طرابلس الغرب
لقد تعودت الدول الأوروبية على دفع رسوم للدول الاسلاميه شمال أفريقيا عن سفنها التي تزور الموانئ هناك ، وكان الفدراليون قد اتبعوا نفس السياسة في عهد حكمهم وذلك بدفع ضريبة عن السفن الأمريكية التي تستعمل الموانئ في شمال أفريقيا. وبسبب إضافة سفن جديدة إلى البحرية الأمريكية ، فقد قامت الدول البربرية بزيادة العوائد على السفن الأمريكية عام 1801، وعندما رفضت أمريكا دفع الزيادة في هذه الضريبة، قامت اشتباكات متعددة طيلة أربع سنوات بين السفن الأمريكية وتلك الدويلات، وقد أعيد السلام في 1805، غير أن هذه الاشتباكات لم تنقطع حتى عام 1815، عندما قام الكومودور دكيتر بإبرام معاهدة سلام مستمر، اتفق فيها الطرفان على إعفاء السفن الأمريكية من الضريبة.
- الهيئة القضائية
- كان الفدراليون في الكونغرس قد سنوا قوانين خاصة بالهيئة القضائية عام 1801 والتي أطلق عليها (تعيينات منتصف الليل)؛ حيث أن الرئيس آدمز قد استغل الفرصة قبل نهاية حكمة للقيام بهذه التعيينات في منتصف الليلة السابقة لنهاية حكمه، وكان الغرض من هذه القوانين هو وضع قضاة يميلون إلى الحزب الفيدرالي، آملين بذلك ضمان استمرار نفوذهم، وكان موقف الجمهوريين هو تجاهل كل القضاة الذين عينوا في هذه الفترة.
- هذه القضية كانت ناتجة عن النزاع – بين الفدراليين والجمهوريين – حول ما سمي (بتعيينات منتصف الليل). لقد اعتبر الفدراليون أن فشل الجمهوريين في الاعتراف بقوانين عام 1801 القضائية، إنما هو عمل غير دستوري .وقد قام رئيس المحكمة العليا جون مارشال، الذي عينه آدمز في شهر ينانير عام 1801، بمحاولة حسم النزاع حول قوانين عام 1801، بتأكيد ما اعتبره بحق المحكمة العليا في ممارسة (المراجعة الدستورية) – الحكم على دستورية القوانين التي يصدرها الكونغرس.
كان الفدراليون في الكونغرس قد سنوا قوانين خاصة بالهيئة القضائية عام 1801 والتي أطلق عليها (تعيينات منتصف الليل)؛ حيث أن الرئيس آدمز قد استغل الفرصة قبل نهاية حكمة للقيام بهذه التعيينات في منتصف الليلة السابقة لنهاية حكمه ، وكان الغرض من هذه القوانين هو وضع قضاة بمليون إلى الحرب الفدرالي ، آملين بذلك ضمان استمرار نفوذهم ، وكان موقف الجمهوريين هو تجاهل كل القضاة الذين عينوا في هذه الفترة.
- قضية ماريوري ضد مادسون عام 1803:
- هذه القضية كانت ناتجة عن النزاع – بين الفدراليين والجمهوريين – حول ما سمي (بتعيينات منتصف الليل). لقد اعتبر الفدراليون أن فشل الجمهوريين في الاعتراف بقوانين عام 1801 القضائية ، إنما هو عمل غير دستوري .وقد قام رئيس المحكمة العليا جون مارشال ، الذي عينه آدمز في شهر يناير عام 1801، بمحاولة حسم النزاع حول قوانين عام 1801، بتأكيد ما اعتبره بحق المحكمة العليا في ممارسة (المراجعة الدستورية) – الحكم على دستورية القوانين التي يصدرها الكونغرس .

### تعيينات الإدارة، ومجلس الوزراء والمحكمة العليا في 1861-1865

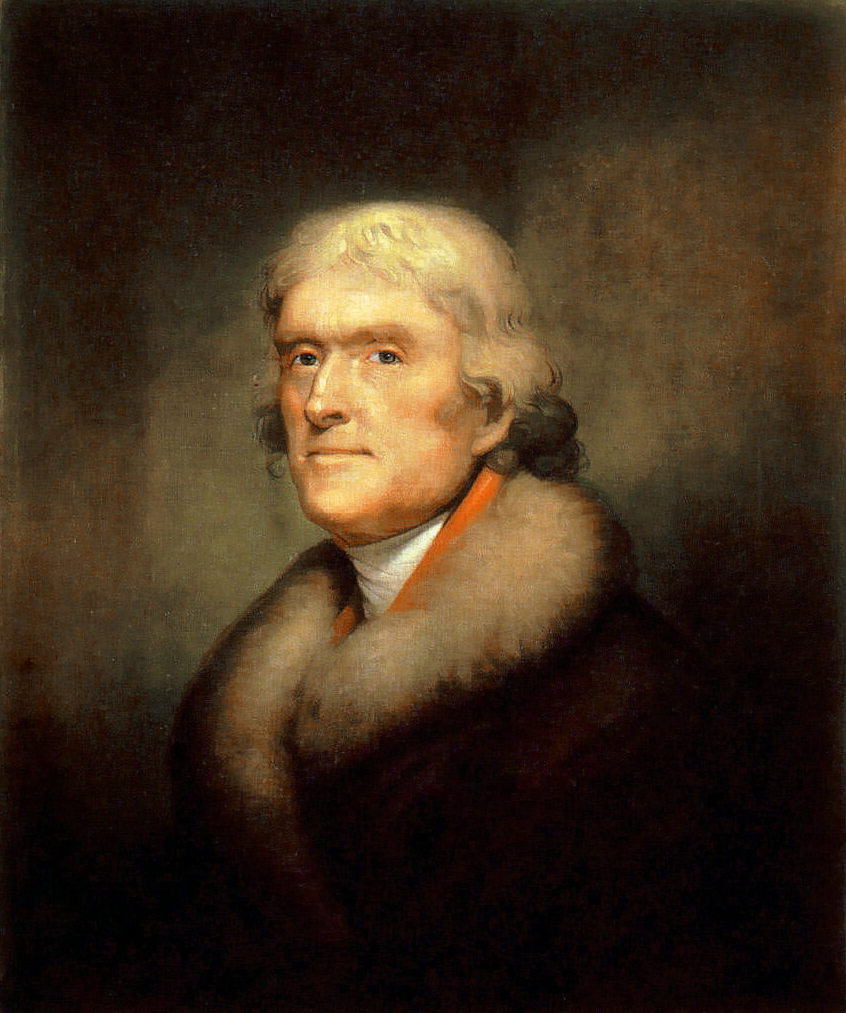
صورة لجيفرسون يرتدى الفراء من رسم بيل رامبرانت من ذوي الياقات البيضاء، 1805

| قالب:Infobox U.S. Cabinet | المنتسبون لوزارة العدل - ويليام جونسون—1804 - هنري بروكهولتز ليفينغستون—1807 - توماس تود—1807 الولايات التي انضمت إلى الاتحاد : - أوهايو—1 مارس 1803 |  |

## مؤسس جامعة فرجينيا

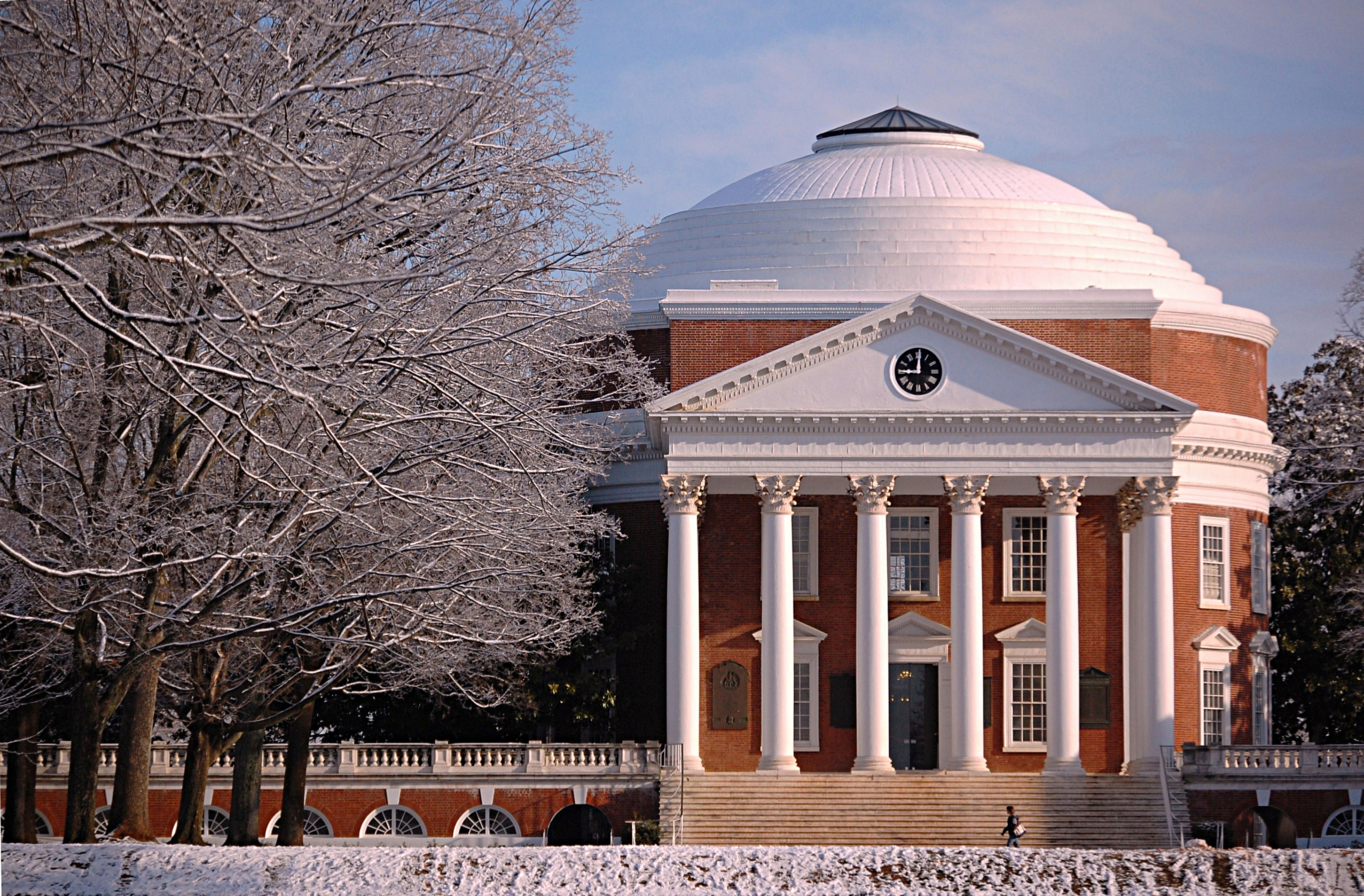
شتاء من المناظر الطبيعية في بهو جامعة فرجينيا

بعد أن ترك الرئاسة، واصل جيفرسون القيام بدور نشط في الشؤون العامة. كما أصبح يشعر باهتمام متزايد لتأسيس مؤسسة جديدة للتعليم العالي، وتحديدا مؤسسة خالية من تأثيرات الكنيسة، حيث يمكن للطلاب أن يتخصصوا في العديد من المواد الجديدة الغير معروضة من الجامعات الأخرى. لقد آمن جيفرسون بأن تثقيف الناس وسيلة جيدة لإقامة مجتمع منظم، ورأى انه يجب على المدارس أن تكون مدفوعة من قبل عامة الناس، حتى يمكن للناس الأقل ثراء الحصول على عضوية أيضا. في رسالة وجهت إلى جوزيف بريستلي، في كانون الثاني 1800، أشار إلى أنه كان يخطط للجامعة على مدى عقود قبل إنشائها.
لقد قد تحقق حلمه عام 1819 مع تأسيس جامعة فرجينيا عند افتتاحها في عام 1825، كانت في ذلك الحين أول جامعة تقدم لائحة كاملة من الدورات الاختيارية لطلابها. كان واحد من أكبر مشاريع البناء في ذلك الوقت في أمريكا الشمالية، وكان من اللافت كونها تتمحور حول مكتبة بدلا من كنيسة. لم يُدْرَجْ مصلى في الحرم الجامعى في خططه الأصلية. وحتى وفاته، كان جيفرسون يقوم بدعوه الطلاب وهيئة التدريس في المدرسة إلى منزله.
كان جيفرسون معروف على نطاق واسع بخطته المعمارية لجامعة ڤرجينيا وهي سبب من الأسباب لهذا التصميم المبتكر الذي هو تمثيل قوي لطموحاته لكلا من التعليم تحت رعاية الدولة والتعليم والديمقراطية الزراعية في الجمهورية الجديدة. فكرته التعليمية لإنشاء وحدات متخصصة في التعلم جُسِّدَتْ في تكوين خطته داخل الحرم الجامعي، والذي وصفه بأنه «القرية الأكاديمية». وحدات الأكاديمية الفردية كانت واضحة بصريا في الهياكل المتميزة، ويمثلها السرادقات، المربعة المعشوشبة مع كل جناح لصفوف الإسكان، مكتب هيئة التدريس، والمنازل. برغم من أنها فريدة من نوعها، إلا أنها بصريا متساوية في الأهمية ومتسقة، ومرتبطة مع سلسلة من الأقواس في الهواء الطلق التي هي واجهات مساكن الطلاب. الحدائق النباتية والمزروعات وُضِعَتْ في الخلف محاطة بالجدران ذات التصميم الأعوج، مؤكدا على أهمية أسلوب الحياة الزراعي.
الموقع المنظم على أعلى مستوى وضع مجموعة متكاملة من المباني المحيطة بها في باحة الكلية المركزية مستطيلة الشكل، تسمى المرج، اصطفت على جانبيها وحدات التدريس الأكاديمي والممرات التي تربطها. الرباعية مغلقة في النهاية مع المكتبة، ومستودع للمعارف، على رأس الطاولة. الجانب المتبقي المقابل للمكتبة لا يزال مفتوح للنمو في المستقبل. المرج يرتفع تدريجيا على شكل سلسلة من المصاطب الصاعدة، كل بضعة أقدام أعلى من السابقة، وارتفاع يصل إلى المكتبة المنصوص عليها في الموقف الابرز في القمة، في حين يشير أيضا إلى أن القرية الأكاديمية يسهل فيها الحركة والتنقل للمستقبل.
من حيث المعمار كان جيفرسون مؤيدا للأنماط اليونانية والرومانية، والذي اعتقد أنه الأكثر تمثيلا للديمقراطية الأميركية من قبل الجمعيات التاريخية. كل وحدة أكاديمية صممت مع اثنين من المعابد في الجبهة التي تواجه باحة الكلية، في حين أن المكتبة هي على غرار معمار معابد الآلهة الرومانية. مجموعة المباني المحيطة بالرباعية هي بيان معماري صريح على أهمية تثقيف الجمهور العلماني، في حين أن استبعاد الهياكل الدينية يعزز مبدأ الفصل بين الكنيسة والدولة. التخطيط المعماري في الحرم الجامعي ومعالجته لا يزال حتى اليوم نموذجا لبناء هياكل للتعبير عن الأفكار والتطلعات الفكرية. وأظهر مسح لأعضاء المعهد الأمريكي للمهندسين المعماريين حرم جيفرسون الجامعي بأنه من أهم أعمال الهندسة المعمارية في أميركا.
صممت الجامعة باعتبارها تتويجا للنظام التعليمي في ولاية فرجينيا. في رؤيته، يمكن لأي مواطن في الدولة حضور الفصول الدراسية مع المعيار الوحيد المحدد للحضور هو كونه قادر.

## وفاته

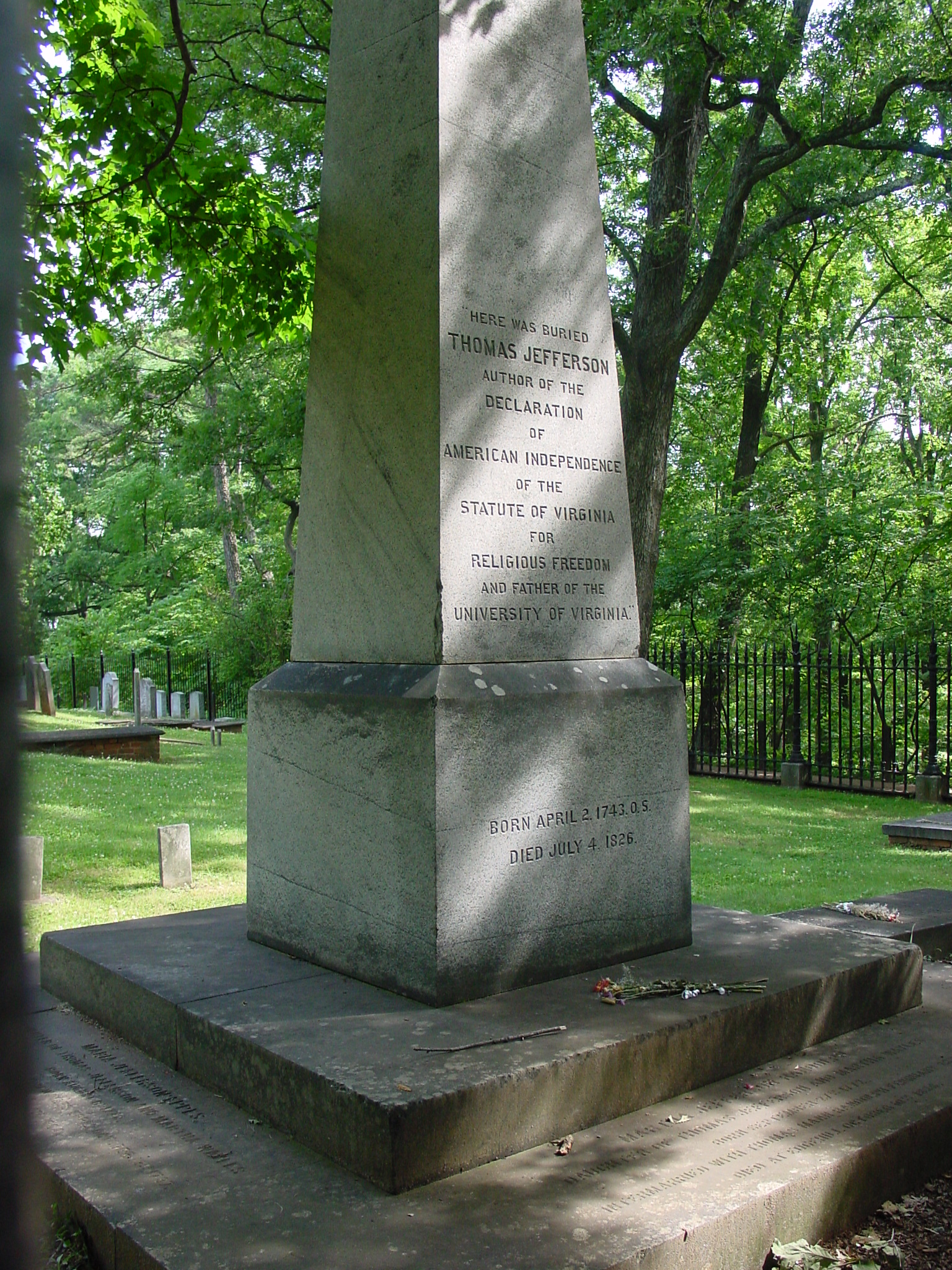
مسلة توماس جيفرسون في القبر

توفي جيفرسون يوم 4 يوليو 1826، وهي الذكرى السنوية الخمسين لاعتماد وثيقة إعلان الاستقلال. توفي قبل بضع ساعات من جون آدامز، شريكه في السعي لنيل الاستقلال، حينها المنافس السياسي الكبير، والصديق في وقت لاحق، وصديق الكتابة. غالبا ما يشاع أن آدامز كان يشير إلى جيفرسون في كلماته الأخيرة، غير مدركا وفاته.
على الرغم من أنه ولد في واحدة من أغنى العائلات في الولايات المتحدة، كان توماس جيفرسون يعاني من الديون عند وفاته.
متاعب جيفرسون بدأت عندما توفي والد زوجته وقام هو وأخوت زوجته بتقسيم التركة بسرعة قبل تسوية ديونه. هكذا أصبح كل واحد منهم مسؤولا عن كامل المبلغ المستحق  –  والذي تحول ليكون أكثر بكثير مما كانوا يتوقعون.
باع جيفرسون الأرض قبل الثورة الأمريكية لتسديد الديون، ولكن بحلول الوقت الذي حصل فيه على النقود عندها أصبح المال ورق لا قيمة له في ظل الارتفاع الكبير لمعدل التضخم خلال سنوات الحرب. الكورنواليس دمروا مزارع جيفرسون خلال الحرب، والدائنين البريطانيين استأنفوا جهودهم لجمع الديون بعد انتهاء الصراع. عانى جيفرسون من انتكاسة مالية أخرى عندما وقع مشاركا مع أحد الأقارب الذين سقطوا في الديون خلال الذعر المالي لعام 1819. مكانة جيفرسون العامة هي فقط التي منعت الدائنين من الإستيلاء على مونتايسلو وبيعها من تحته خلال حياته.
بعد وفاته بِيعَتْ ممتلكاته في المزاد العلني. في عام 1831، بيعت أرض جيفرسون المكونة من 552 فدان (223 هكتارا) لجيمس ت. باركلي بمبلغ 7,000 دولار، أي ما يعادل مبلغ 155 ألف دولار اليوم.  دفن توماس جيفرسون في مونتايسلو، في شارلوتسڤيل، ڤرجينيا في وصيته ترك مونتايسلو للولايات المتحدة لتستخدم كمدرسة لأيتام ضباط البحرية. على نقش قبره، كتب مع تصميم على أن تكتب كلماته فقط و«لا تُضَفْ كلمة» كتب ما يلي :
«هنا دفن توماس جيفرسون :  مؤلف إعلان الاستقلال الأمريكي : «من النظام الأساسي لفرجينيا للحرية الدينية : والأب لجامعة فرجينيا
|)
تحت النقش على لوحة منفصلة مكتوب :
ولد 2 أبريل 1743  : مات 4 يوليو 1826
|)
الأحرف الأولى المدونة هي للنمط القديم للتاريخ والتي هي إشارة إلى التغيير في التاريخ الذي وقع خلال عمر جيفرسون من التقويم اليوليوسي إلى التقويم الجريجوري في إطار التقويم البريطاني (نمط جديد) لسنة 1750.

## المظهر والمزاج
كان جيفرسون رفيع، طويل القامة، ويصل طوله إلى ستة أقدام تقريبا ويقف معتدلا بشكل ملحوظ.
«رزين من مونتايسلو» أكسبته صورة للقبه، «رجل الشعب». لقد آثر التصرف بطبيعة غير متكلفة عن طريق تحية ضيوف في البيت الأبيض بالزي العادى مثل روب صوفي والنعال. دولي ماديسون، زوجة جيمس ماديسون (وزير الدولة)، وبنات جيفرسون قاموا بتبسيط البروتوكول في البيت الأبيض وحولوا العشاء الرسمي للدولة إلى أحداث عارضة وأكثر تسلية واجتماعية. على الرغم من كونه مدافع قبل كل شيء عن حرية الصحافة، إلا أن جيفرسون عانى من أوقات تشاحن مع الصحف الحزبية، وناشد الشعب.
كتابات جيفرسون نفعية ويتجلى منها قدر كبير من الثقافة، وتدل على انه كان حريص على اللغات. لقد تعلم الجاليك لترجمة أوسيان، وأرسل إلى جيمس ماكفرسون للحصول على الأصول.
كرئيسا، توقف عن القاء خطابه عن حالة الاتحاد بشكل شخصي، وبدلا عن ذلك إرسال خطاب إلى الكونغرس كتابتا (هذه الممارسة في نهاية المطاف أُحْيِيَتْ من قبل وودرو ويلسون)؛ لقد قدم خطابين فقط للعامة خلال فترة رئاسته. كان جيفرسون يعانى من لثغة  وكان يفضل الكتابة عن التحدث أمام الجمهور ويرجع ذلك جزئيا لهذه الممارسة. أحرق كل ما لديه من رسائل بينه وبين زوجته عند وفاتها، وخلق صورة لرجل يمكن أن يكون يتمتع بخصوصية شديدة في بعض الأحيان. في الواقع، كان يفضل العمل في خصوصية مكتبه عن أمام أعين الجمهور.

## المصالح والأنشطة
كان جيفرسون مهندس متأثر للغاية بنمط التحقيق النيو بالاديو - ومشهور بين الطبقة الأرستقراطية اليمينية من بريطانيا إلى الولايات المتحدة. النمط ارتبط بأفكار التنوير الجمهورية عن الفضيلة المدنية والحرية السياسية. قام جيفرسون بتصميم منزله مونتايسلو بالقرب من شارلوتسڤيل، ڤرجينيا. وبجانبها جامعة ڤرجينيا، وهي الجامعة الوحيدة التي أُسِّسَتْ من قبل رئيس أميركي. صمم جيفرسون هيكل المباني الأولى فضلا عن المنهج الأصلي وأسلوب المباني السكنية. مونتايسلو وجامعة فرجينيا معا هم واحدة من أربعة مواقع فقط من صنع الإنسان، من ضمن مواقع التراث العالمي في الولايات المتحدة الأمريكية.
كما صمم جيفرسون أيضا غابات مشهورة، بالقرب من لينشبورگ، في مقاطعة بدفورد، ڤرجينيا، كمكان خاصة جدا بعيدا عن حياته العامة. ساهم جيفرسون في تصميم مبنى الكابيتول قي ولاية فيرجينيا، والتي كانت على غرار كارييه ميزون، والمعابد الرومانية القديمة في نيم بجنوب فرنسا. مباني جيفرسون ساعدت في طرح موضة أمريكية تلت ذلك الاتحاد الهندسي.
اخترع جيفرسون العديد من الأجهزة الصغيرة العملية، مثل موقف الكتاب المتناوب و (بالتعاون مع شارلز ويلسون باليه) عددا من التحسينات على جهاز نسخ، وهو الجهاز الذي يقدم نسخة من الرسالة كما كتبت في الأصل. شملت مونتايسلو على أبواب أوتوماتيكية، وأول كرسي دوار، وغيرها من الأجهزة المريحة التي اخترعها جيفرسون. اهتمامه لرسم الأجهزة الميكانيكية شملت استخدام physiognotrace. في عام 1802، أرسل تشارلز ويلسون بيلي رسم بالألوان المائية لهذه الآلة لتوماس جيفرسون ، مع شرح مفصل. الرسم موجود الآن مع أوراق جيفرسون في مكتبة الكونغرس. في عام 1804، أنشأت فيرفيت تشارلز دي سان مامين صورة بيضاوية ظلية تشبه جيفرسون باستخدام physiognotrace، والتي أصبحت واحدة من أشهر التشابهات لجيفرسون في أيامه.
اهتمامات جيفرسون شملت الآثار، وهو علم كان لا يزال في المهد. في بعض الأحيان يطلق عليه والد «علم الآثار» تقديرا لدوره في تطوير تقنيات الحفر. عندما كان يستكشف تل دفن هندي في ولاية فرجينيا في 1784، تجنب جيفرسون الممارسة الشائعة المتمثلة في مجرد الحفر لأسفل حتى الوصول لشئ. بدلا من ذلك، قطع اسفين للخروج من التلة حتى يتمكن من السير إليها، وإلقاء نظرة على الطبقات واستخلاص النتائج منها.

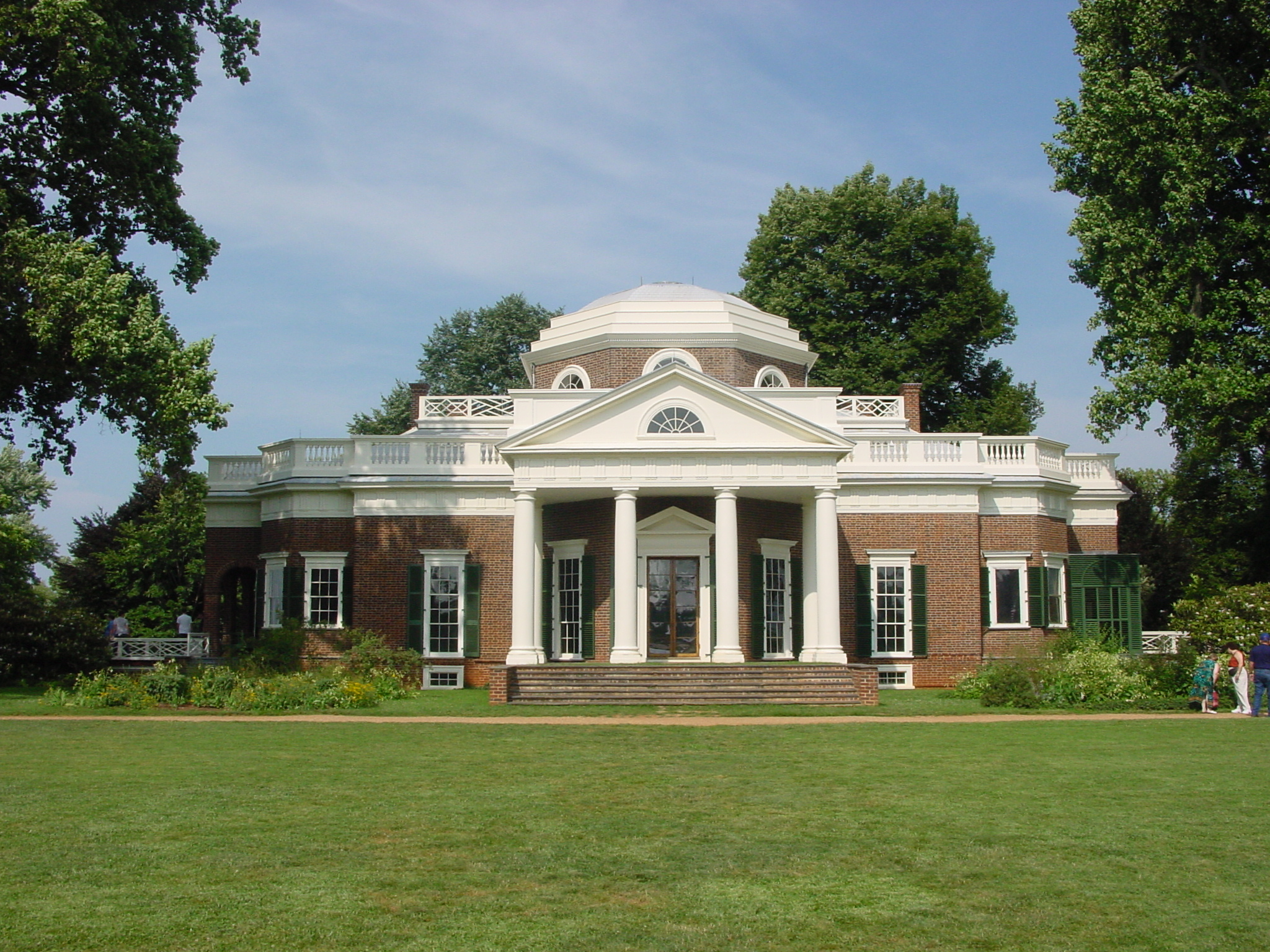
مونتايسلو، مزرعة جيفرسون

كان توماس جيفرسون يتمتع ببركة السمك في مونتايسلو. كانت نحو ثلاثة أقدام (1 متر) عميقة وتصطف على جانبيها ضخور الهاون. استخدم البركة للحفاظ على الأسماك التي صِيدَتْ في الآونة الأخيرة، وكذلك للحفاظ على الثعابين طازجة. رممت البركة حديثا ويمكن رؤية البركة من الجانب الغربي من مونتايسلو.
في 1780، انضم إلى الجمعية الفلسفية الأمريكية بنيامين فرانكلين. شغل منصب رئيس الجمعية من 1797 حتي 1815.
كان جيفرسون مهتما بالطيور. ملاحظاته عن ولاية فرجينيا تحتوي على قائمة من الطيور التي عثر عليها في ولايته، رغم أن هناك «مما لا شك فيه العديد من الآخرين الذين لم تُوصَفْ وتُصَنَّفْ». وعلق أيضا أن رسومات الطيور لولاية فرجينيا من قبل الاتحاد الإنكليزي مارك كاتسبي الطبيعية «هي الأفضل من حيث الشكل والموقف، عن التلوين، والذي هو عموما مبالغ فيه للغاية.»
كان جيفرسون متعطشا ومحبا ومن هواة جمع النبيذ، ومن أشهر الذواقة. خلال السنوات التي قضاها في فرنسا (1784-1789)، قام برحلات واسعة خلال المناطق الفرنسية وإلى غيرها من المناطق في أوروبا ومناطق النبيذ، واشترى النبيذ لإرساله مرة أخرى إلى الولايات المتحدة. ولوحظ له التصريح الجريء : «يمكننا في الولايات المتحدة تقديم مجموعة متنوعة وكبيرة من الخمور المصنوعة في أوروبا، ليس من النوع ذاته، ولكن مما لا شك فيه بأنها أنواع جيدة.» في حين كانت هناك مساحات واسعة مزروعة من الكروم في مونتايسلو، جزء كبير منها للاتحاد الأوروبي وكرمة العنب والنبيذ والعنب الأوروبي إلا أنها لم تنج من الأمراض العديدة المستوطنة في الأمريكتين.
في عام 1801، نشر دليل للممارسات البرلمانية  التي لا تزال قيد الاستخدام. في عام 1812، نشر جيفرسون الطبعة الثانية.
بعد أن أحرق البريطانيون العاصمة واشنطن، ومكتبة الكونگرس في أغسطس 1814، عرض جيفرسون مجموعته من الكتب الخاصة للأمة. في يناير من عام 1815، وافق الكونگرس على عرضه، وقدرها بثمن 23,950 $ لمجموعة الكتب المكونة من 6,487 كتاب. لقد أرسي حجر الأساس لمكتبة وطنية كبيرة. اليوم، سُمِّيَتْ موقع مكتبة الكونگرس المصممة للحصول على المعلومات التشريعية الاتحادية توماس، تكريما لجيفرسون. في عام 2007، استخدمت طبعة 1764 من القرآن الكريم لجيفرسون من قبل النائب كيث إليسون لتنصيبه في مجلس النواب.

## الفلسفة السياسية ووجهات النظر

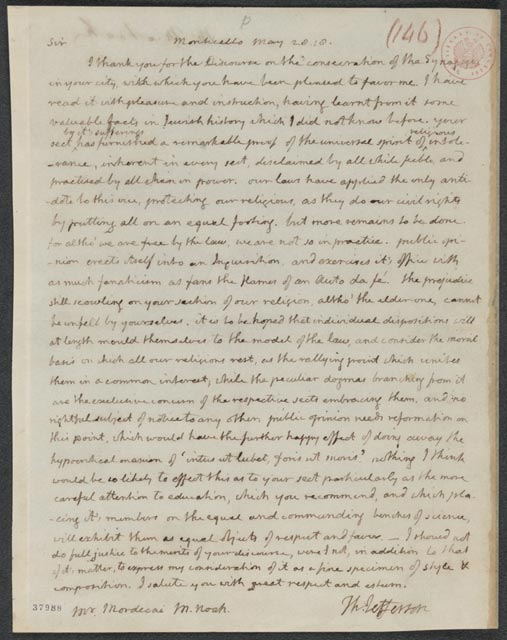
In his May 28, 1818, letter to Mordecai Manuel Noah, Jefferson expressed his faith in humanity and his views on the nature of democracy.

كان جيفرسون رائدا في تطوير الحزب الجمهوري في الولايات المتحدة. لقد أصر على أن النظام البريطاني هو في جوهره أرستقراطي فاسد وأن تفاني الأميركيين سعيا وراء الفضيلة المدنية يتطلب الاستقلال. في 1790 حذر مرارا من أن هاملتون وآدمز كانوا يحاولون فرض النظام الملكي مثل بريطانيا مما يهدد الجمهورية. أعرب عن تأييده لحرب عام 1812، على امل في طرد البريطانيين والتهديد العسكري والايديولوجي من كندا.
رؤية جيفرسون للفضيلة الأمريكية كانت لأمة زراعية من المزارعين الذين يتولون شؤونهم الخاصة. فلسفة الإصلاح الزراعي وقف ذلك على النقيض من رؤية الكسندر هاميلتون، الذي وضع تصور لأمة التجارة والتصنيع، والتي قال جيفرسون أنها تعرض الكثير من المغريات للفساد. جيفرسون كان يؤمن إيمانا عميقا في التفرد وإمكانيات أمريكا التي جعلت منه والد لأميركاالاستثناءية. على وجه الخصوص، كان واثق من أن الأعداد القليلة من السكان في أمريكا يمكن أن تجنب ما اعتبره ويلات تقسيم الدرجات وأوروبا الصناعية.
مبادئ جيفرسون الجمهورية السياسية تأثرت بشدة من قبل كتاب المعارضة للدولة من القرن الثامن عشر من المعارضة البريطانية. تأثر بجون لوك (لا سيما فيما يتعلق بمبدأ الحقوق غير القابلة للتصرف). لقد عثر المؤرخون على آثار قليلة لأي تأثير من قبل الفرنسي المعاصر، جان جاك روسو.
معارضته لبنك الولايات المتحدة كانت عنيفة : "أعتقد اعتقادا صادقا، معكم، أن المؤسسات المصرفية هي أكثر خطورة من الجيوش، وأن مبدأ انفاق الاموال ستدفعه الأجيال القادمة تحت اسم التمويل وهذا نصب المنفعة في المستقبل ولكن على نطاق واسع. ومع ذلك بعد أن رأى ماديسون والكونغرس الفوضى العارمة التي سببتها حرب عام 1812، تجاهل نصائحه وأنشأ البنك الثاني للولايات المتحدة في 1816.
اعتقاد جيفرسون بأن كل فرد لديه "بعض الحقوق الغير قابلة للتصرف". وهذا يعني، وجود هذه الحقوق مع أو من دون حكومة، الرجل لا يمكن أن يخلق، يأخذ، أو يتخلي عنها. إنه حق "الحرية" الذي اشتهر جيفرسون بشرحه. لقد عرف ذلك في قوله، "الحرية الشرعية دون عائق وفقا لإرادتنا هي ضمن الحدود المرسومة من حولنا ووفقا للحقوق المتساوية للآخرين. أنا لا أضيف 'في حدود القانون ،' لأن القانون في كثير من الأحيان يكون رغبة الطاغية وسوف يكون ويظل دائما ينتهك حقوق الفرد. وبالتالي، بالنسبة لجيفرسون، بالرغم من أن الحكومة لا يمكنها إنشاء الحق في الحرية، فإنها يمكنها أن تنتهكه. حدود حرية الفرد الحقيقي ليست ما يقوله القانون ولكنها مجرد مسألة وقف قصير لحظر الأفراد الآخرين من التمتع بالحرية نفسها. الحكومة الصحيحة برأى جيفرسون، هي تلك التي لا تحظر الأفراد في المجتمع من التعدي على حرية الأفراد الآخرين فحسب، وإنما تقيد أيضا نفسها عندما تنتقص من الحرية الفردية.
التزام جيفرسون بالمساواة أعرب هو عنها من خلال جهوده الناجحة لإلغاء البكورة في ولاية فرجينيا، الحكم الذي بمقتضاه يحصل الولد المولود أولا على إرث الأرض كلها.
اعتقد جيفرسون أن الأفراد لديهم حاسة فطرية للأخلاق التي تفرق بين الحق والباطل عند التعامل مع الأفراد الآخرين، وأن يختاروا ما إذا عليهم كبح انفسهم أم لا، يشكل حاسة فطرية للحقوق الطبيعية تجاه الآخرين. بل إنه يرى أن الحس الأخلاقي يكون موثوقا بما يكفي ليسمح لمجتمع أناركي بالعمل على نحو جيد، شريطة أن يكون ذلك صغير بشكل معقول. في مناسبات عدة، اعرب عن تقديره للقبلية، والطائفية وطريقة معيشة الأمريكيين الأصليين: جيفرسون في بعض الأحيان كان ينظر إليها على أنها فوضي فلسفية. 
قال في رسالة إلى العقيد كارينغتون: «أنا مقتنع بأن تلك المجتمعات (مثل الهنود) التي تعيش دون حكومة، وتتمتع في كتلتها العامة على درجة من السعادة أعظم من أولئك الذين يعيشون في ظل حكومات أوروبية». ومع ذلك، يعتقد جيفرسون أن الفوضوية «تتعارض مع أي نسبة كبيرة من السكان.»  وبالتالي، فإنه دافع عن الحكومة لتوسعة أمريكيا شريطة أن يكون يتم ذلك «بموافقة المحكومين».
في ديباجة المشروع الأصلي لإعلان الاستقلال، كتب جيفرسون:
| توماس جفرسون | We hold these truths to be sacred & undeniable; that all men are created equal & independent, that from that equal creation they derive rights inherent & inalienable, among which are the preservation of life, & liberty, & the pursuit of happiness; that to secure these ends, governments are instituted among men, deriving their just powers from the consent of the governed; that whenever any form of government shall become destructive of these ends, it is the right of the people to alter or to abolish it, & to institute new government, laying its foundation on such principles & organizing its powers in such form, as to them shall seem most likely to effect their safety & happiness. | توماس جفرسون |

تفانى جيفرسون تجاه «موافقة المحكومين» كان دقيقا حتى أنه يعتقد أن الأفراد لا يمكن أن يكونوا ملتزمين اخلاقيا بإجراءات الأجيال السابقة. ويشمل هذا الديون، وكذلك القانون. قال انه «لا يمكن لأي مجتمع أن يكون له دستور دائم، أو حتى قانون دائم. الأرض تنتمي دائما إلى الجيل القائم». حتى انه حسب ما كان يعتقد فأنها دورة ثورة القانون السليمة : «كل دستور حينها، وكل قانون، ينتهى بطبيعة الحال في نهاية تسعة عشر عاما. إذا أُطِيلَ هذا العمر سيكون عمل القوة، وليس الحق». وصل إلى رقم تسعة عشر عاما من خلال حسابات توقع وجداول الحياة، آخذا في الاعتبار ما كان يعتقد أن يكون سن «الرشد» عند الفرد القادر على التعقل. كما دافع أيضا عن إلغاء الدين القومي. لم يعتقد أن الأفراد الذين يعيشون عليهم واجب أخلاقي لسداد ديون الأجيال السابقة. وقال إن سداد هذه الديون هي «مسألة كرم وليس حق.» 
دفاع جيفرسون بقوه عن حقوق الدولة، وخاصة في ولاية كنتاكي وفيرجينيا وقرارات عام 1798 حددت لهجة العداء لتوسيع سلطات الحكومة الفدرالية. ومع ذلك، بعض سياساته الخارجية لم تقوى الحكومة. كان أهم شيء هو شراء لويزيانا في عام 1803، عندما كان يستخدم الصلاحيات الضمنية لضم مرفق أرض أجنبية ضخمة وجميع الفرنسيين والهنود سكان تلك المنطقة. تنفيذه لقانون الحظر عام 1807، في حين أنه فشل في مجال السياسة الخارجية، إلا أنه أثبت أن الحكومة الاتحادية يمكن أن تتدخل بقوة كبيرة على المستوى المحلي للسيطرة على التجارة التي قد تؤدي إلى حرب.

### حمل السلاح
التزام جيفرسون بالحرية توسع ليشمل مناطق كثيرة من الحرية الفردية. في كتابه "كتاب مألوف"، نسخ فقرة لسيزاري ماركيز بكاريا المتصلة بمسألة السيطرة على السلاح. وأقتبس ما يلي : "القوانين التي تحظر حمل السلاح... تنزع السلاح فقط من أولئك الذين لا يميلون ولا يعزمون ارتكاب الجرائم... هذه القوانين تجعل الامور أكثر سوءا للمعتدى عليه وأفضل للمهاجمين ؛ التي تخدم التشجيع بدلا من منع جرائم القتل لرجل أعزل الذي قد يكون هدفا لهجوم بثقة أكبر من قبل رجل مسلح.

### الشركات
كتب جيفرسون عام 1816 لجورج لوگان،
| توماس جفرسون | In this respect England exhibits the most remarkable phenomenon in the universe in the contrast between the profligacy of it's government and the probity of it's citizens. And accordingly it is now exhibiting an example of the truth of the maxim that virtue & interest are inseparable. It ends, as might have been expected, in the ruin of it's people, but this ruin will fall heaviest, as it ought to fall on that hereditary aristocracy which has for generations been preparing the catastrophe. I hope we shall take warning from the example and crush in it's birth the aristocracy of our monied corporations which dare already to challenge our government to a trial of strength and bid defiance to the laws of our country. | توماس جفرسون |

### قضائي
عندما تدرب على المحاماة، كان جيفرسون كاتب موهوب ولكن لم يكن من المتكلمين الجيدين أو المرافعين ولم يكن يشعر بالراحة في المحكمة. لقد أعرب عن اعتقاده بأنه ينبغي أن يكون القضاة متخصصين تقنيين ولكن لا يجب أن يحددوا السياسة العامة. ندد في 1803 بحكم المحكمة العليا في قضية ماربوري ضد ماديسون باعتباره انتهاكا للديمقراطية، لكنه لم يكن لديه ما يكفي من الدعم في الكونگرس لاقتراح التعديل الدستوري لالغائه. استمر في معارضة مبدأ المراجعة القضائية:
| توماس جفرسون | To consider the judges as the ultimate arbiters of all constitutional questions [is] a very dangerous doctrine indeed, and one which would place us under the despotism of an oligarchy. Our judges are as honest as other men and not more so. They have with others the same passions for party, for power, and the privilege of their corps. Their maxim is boni judicis est ampliare jurisdictionem [good justice is broad jurisdiction], and their power the more dangerous as they are in office for life and not responsible, as the other functionaries are, to the elective control. The Constitution has erected no such single tribunal, knowing that to whatever hands confided, with the corruptions of time and party, its members would become despots. It has more wisely made all the departments co-equal and co-sovereign within themselves. | توماس جفرسون |

### التمرد لكبح جماح الحكومة والمحافظة على الحقوق الفردية
بعد الحرب الثورية، دعى جيفرسون إلى كبح جماح الحكومة عن طريق التمرد والعنف عند الضرورة من أجل حماية الحريات الفردية. في رسالة إلى جيمس ماديسون في 30 يناير، 1787، كتب جيفرسون "، القليل من التمرد من آن لآخر، هو شيء جيد، وضرورى في العالم السياسى مثل العواصف في الحياة... إنه الدواء اللازم لصون صحة الحكومة. وبالمثل، في رسالة موجهة إلى أبيگيل آدمز يوم 22 فبراير 1787 كتب يقول : "إن روح المقاومة ضد الحكومة أمرا قيما للغاية في بعض المناسبات التي أتمنى أن تظل دائما موجودة. التمرد سوف يمارس في كثير من الأحيان عندما يكون هناك خطأ، ولكن هذا أفضل من أن لا يمارس على الإطلاق. فيما يتعلق بتمرد شيز وبعد ان سمع عن سفك الدماء، يوم 13 نوفمبر 1787 كتب جيفرسون إلى وليام س. سميث، وزوج ابنة جون ادامز، قائلا " ما هي أهمية بعض الحياوات القليلة التي فقدت خلال قرن أو اثنين؟ لا بد أن تُحَدَّثْ شجرة الحرية من وقت لآخر بدماء الوطنيين والطغاة. إنه من السماد الطبيعي. في رسالة أخرى إلى ويليام س. سميث خلال عام 1787، كتب جيفرسون يقول:
| توماس جفرسون | And what country can preserve its liberties, if the rulers are not warned from time to time, that this people preserve the spirit of resistance? Let them take arms. | توماس جفرسون |

### احترام الذات
في رسالة موجهة إلى فرانسيس هوبكنسون 13 مارس 1789، كتب جيفرسون :
| توماس جفرسون | I never had an opinion in politics or religion which I was afraid to own. A costive reserve on these subjects might have procured me more esteem from some people, but less from myself. | توماس جفرسون |

### المرأة في السياسة
لم يكن جيفرسون مدافعا عن حق المرأة في الانتخاب؛ كتب الكاتب ريتشارد موريس: «باستثناء أبيگيل آدمز، كان جيفرسون يكره النساء المثقفات. كان يعود منزعجا من الاحاديث السياسية للمرأة في الصالونات الباريسية، وكتب للوطن معربا عن أمله في أن 'سيداتنا... قانعات بتهدئة عقول أزواجهن حينما يعودون إلى المنزل بعدما كدرتهم الاحاديث والنقاش في السياسة». بينما كان رئيس كتب جيفرسون «تعيين امرأة قي موقع سياسى هو حدث لم يستعد له الشعب بعد، ولا أنا حتى» 

## الديانة
الآراء الدينية لتوماس جيفرسون تختلف كثيرا عن المسيحية الأرثوذكسية في أيامه. كان جيفرسون طوال حياته مهتما باللاهوت، ودراسة الكتاب المقدس، والأخلاق. وهو أكثر ارتباطا بالكنيسة الأسقفية، والفلسفة الدينية الربوبية، والتوحيد.
| توماس جفرسون | Question with boldness even the existence of a God; because, if there be one, he must more approve of the homage of reason, than that of blind-folded fear. | توماس جفرسون |

## سياسته تجاه السكان الأصليين بالولايات المتحدة
كان جيفرسون أول رئيس يقترح فكرة وضع خطة لإزالة الهنود الحمر رسميا.
غالبا ما يُنْسَبُ الفضل بشكل خاطئ إلى أندرو جاكسون بخصوص مشروع إزالة الهنود، وذلك لأن الكونغرس أصدر قانون القضاء على الهنود في عام 1830، خلال فترة رئاسته، وأيضا بسبب مشاركته الشخصية في عمليات الإبادة الجماعية القوية وإزالة العديد من القبائل الشرقية. ولكن جاكسون كان يقوم مجرد بتقنين وتنفيذ خطة وضعت من قبل جيفرسون في سلسلة من الرسائل الخاصة التي بدأت في عام 1803 (على سبيل المثال، انظر الرسالة إلى وليام هنري هاريسون أدناه).
اقتراحات جيفرسون الأولى بإزالة الهنود كانت ما بين 1776 و 1779، عندما أوصى بإجبار قبائل الشيروكي والشوني بأن يطردوا من ديارهم إلى أراضي أجدادهم غرب نهر المسيسبي.
أول عمل له من هذا القبيل كرئيسا للبلاد، كان حين أبرم اتفاق مع ولاية جورجيا على أنه إذا تُرُوجِعَ عن المطالبات القانونية لاكتشاف الأراضي الغربية، سوف يقوم الجيش الأمريكي بطرد شعب الشيروكي من جورجيا بالقوة. في ذلك الوقت، كانت قبائل الشيروكي لديها معاهدة مع حكومة الولايات المتحدة التي تكفل لهم الحق في أراضيهم، والتي انتهكها جيفرسون في اتفاقه مع جورجيا.

### التثقيف والاستيعاب
كانت خطة جيفرسون الاصلية للهنود الحمر أن يتخلوا عن ثقافاتهم الخاصة، والأديان، وأنماط الحياة لصالح الثقافة الأوروبية الغربية، والدين المسيحي، ونمط الحياة المستقر الزراعى.
كان جيفرسون يتوقع أن عبر استيعابهم في نمط الحياة الزراعية وتجريدهم من الاكتفاء الذاتي، فإنهم سيعتمدون اقتصاديا على التجارة مع الأميركيين البيض، وبالتالي لن يصبحوا على استعداد للتخلي عن الأراضي التي لولا هذا الأمر لن يتركوها، في مقابل تجارة السلع أو لتسوية الديون غير المسددة. في خطاب 1803 إلى وليام هنري هاريسون، كتب جيفرسون:
لتعزيز التصرف قي تبادل الأراضي، والتي لديهم بكثرة، ونحن نريدها من أجل الضروريات، التي يتعين علينا أن نوفرها وهم يريدونها، سوف ندفع باستخداماتنا التجارية، وسوف يسعدنا رؤية الأفراد الجيدين يعودون مرة أخرى بما يثقلهم من ديون، لأننا نلاحظ أنه عند تراكم هذه الديون بما يتجاوز ما يمكن أن يدفعة الأفراد، فإنهم سيصبحون على استعداد للتنازل عن الأراضي.... وبهذه الطريقة مستوطناتنا سيتم تدريجيا تطويقها وتقريبها للهنود، حيث ستندمج مع الوقت إما معنا كمواطني الولايات المتحدة، أو لما وراء الميسيسيبي. الأخير هو بالتأكيد إنهاء لتاريخهم وهم في غاية السعادة من أنفسهم، ولكن، في سياق كل هذا من الضروري أن نحصد حبهم. أما بالنسبة لخوفهم، نحن نفترض قوتنا وضعفهم الواضح حتى الآن وهو ما يجب أن يظهر حيث أننا إذا أغلقنا يدنا سنقضى عليهم، وبأن جميع تحركاتنا لحريتهم تنطلق من دوافع إنسانية خالصة فقط. وإذا كانت أي قبيلة ستصل غلى التهور بما فيه الكفاية لتحدى السلطة في أي وقت، فإن الاستيلاء على هذه القبيلة من البلاد بأسرها ورميهم في نهر المسيسيبي، هوالشرط الوحيد للسلام، الذي سيكون مثالا للآخرين، وتعزيزا للدمج النهائي.

### الإبعاد القسري والإبادة
في الحالات التي قامت فيها القبائل الأصلية بقاومة الاستيعاب، اعتقد جيفرسون أنه ينبغي إزالتها بالقوة من أراضيهم وأرسلها غربا. القبائل التي انضمت إلى القوات البريطانية في حرب 1812 وذبحوا المستوطنات الأميركية كان لا بد من محاربتهم. لقد وضح ذلك جيفرسون في رسالة إلى الكسندر فون همبولت في 1813 :
أنت تعرف، يا صديقي، أن الخطة التي كنا نسعى لتحقيقها كانت من أجل سعادة السكان الأصليين في المناطق المجاورة لنا. نحن لم نترك شئ ولم نقم به لابقائهم في سلام مع بعضها البعض. لتعليمهم الزراعة ومعظم اساسيات الحرف اللازمة، وتشجيع الصناعة من خلال إنشاء ملكية منفصلة. بهذه الطريقة لكان من الممكن أن يبقوا ويتكاثروا على نطاق معتدل وتحت حيازة محدودة. كانت دمائهم ستختلط معنا وتُدْمَجُ ضمن المجتمع خلال فترة قصيرة. عندما بدءنا في حربنا الحالية، ضغطنا عليهم من أجل احترام السلم والحياد، ولكن السياسات المعنية والمجردة من انكلترا هزمت كافة جهودنا المخلصة للتخلص من هؤلاء التعساء. لقد قاموا بإغواء الجزء الأكبر من القبائل داخل المنطقة التي نقطن بها ليتحدوننا والمذابح الوحشية التي ارتكبوها ضد النساء والأطفال على حدودنا على حين غرة، سوف تفرض علينا الآن ملاحقتهم لإبادتهم، أو لندفع بهم إلى أماكن جديدة بعيدة عن متناول أيدينا.
كان جيفرسون يعتقد أن الاستيعاب أفضل للهنود، والخطوة الثانية كانت الانتقال إلى الغرب. وأسوأ نتيجة ممكن أن تحدث هي إذا ما هاجم الهنود البيض. لقد قال لوزير الحرب، الجنرال هنري ديربورن (الذي كان المسؤول الأعلى للشؤون الهندية): "إذا كنا مقيدين برفع الأحقاد ضد أي قبيلة، نحن لن نضعها حتى تُبَادَ القبيلة، أو دفعها لما وراء الميسيسيبى.

## عن العبيد
كان جيفرسون صريحا بخصوص حرية العبيد، لكنه امتلك عبيدا كثيرة خلال فترة حياته. على الرغم من أن هذه الحقائق تبدو محيره، إلا أن كتاب السيرة أشاروا إلى أن جفرسون كان متورطا في الديون وكان عبيده مرهونين من خلال أوراق ورهون عقارية، ولم يكن بإمكانه الإفراج عنهم حتى يسدد ديونه، وهو ما لم يحدث أبدا. نتيجة لذلك، يبدو أن جيفرسون عانا من وخزات الضمير. ازدواجيته انعكست في المعاملة التي لقيها هؤلاء العبيد الذين عملوا بشكل وثيق معه ومع أسرته في مونتيچلو وفي أماكن أخرى. لقد كان يستثمر في تدريبهم وتعليمهم مهارات عالية الجودة. وكتب عن الرق، وقال "لقد أمسكنا بالذئب من أذنيه، ونحن لا يمكننا الإمساك به، ولا السماح له بالذهاب بأمان. العدالة في كفة، والحفاظ على الذات في الكفة الأخرى.
خلال حياته المهنية الطويلة في الوظيفة العمومية، حاول جيفرسون في أحيان كثيرة إلغاء أو الحد من تطور الرق. لقد راعا وشجع المدعيين الحريين للدولة مثل جيمس ليمن. وفقا لكاتب سيره، جيفرسون «كان يعتقد أنها من مسؤولية الدولة والمجتمع أن يُطْلَقَ سراح جميع العبيد.»  في عام 1769، بوصفه عضوا في مجلس النواب من المواطنون، اقترح جيفرسون لتلك الهيئة تحرير العبيد في ولاية فرجينيا، لكنه لم يوفق لذلك. في رسالته الأولى من مشروع وثيقة إعلان الاستقلال، أدان جفرسون التاج البريطاني لرعاية استيراد الرق من المستعمرات، معتبرا ان التاج «قد شن حربا قاسية ضد الطبيعة البشرية نفسها، وانتهك أقدس حقوق الحياة والحرية لأفراد من الناس يعيشون بعيدا ولم يقدموا أي إساءة لهم، لقد أسروهم وحملوهم إلى العبودية في آخر نصف الكرة الغربي.» ولكن أُسْقِطَتْ هذه النبرة من الإعلان بناء على طلب من المندوبين من ولاية كارولينا الجنوبية وجورجيا.
في 1778، أقرت السلطة التشريعية مشروع قانون يقترح حظر استيراد المزيد من العبيد لولاية فرجينيا، على الرغم من أن هذا لم يأت بالتحرر الكامل، كما قال إلا انه «توقف عن زيادة استيراد الشر، وترك للجهود المستقبلية فرصة القضاء عليها نهائيا.» في عام 1784، مسودته التي أصبحت مشروع قانون نورث ويست نصت على أن «لن يكون هناك عبودية ولا خدمة قسرية» في أي من الدول الجديدة التي انضمت إلى الاتحاد من الإقليم الشمالي الغربي. في عام 1807، بصفته الرئيس، وقع على مشروع قانون لإلغاء تجارة الرقيق.
هاجم جفرسون مؤسسة الرق في تقريره ملاحظات عن ولاية فرجينيا (1784):
| توماس جفرسون | There must doubtless be an unhappy influence on the manners of our people produced by the existence of slavery among us. The whole commerce between master and slave is a perpetual exercise of the most boisterous passions, the most unremitting despotism on the one part, and degrading submissions on the other. | توماس جفرسون |

في هذا العمل ذاته، قدم جيفرسون اشتباهه في أن السود كانوا أدنى من البيض "في كلا من الجسم والعقل."  ومع ذلك، كتب في نفس العمل ان الشعب الأسود يمكن أن يكون له الحق في العيش بحرية في أي بلد حيث يحكم عليهم الناس بحكم طبيعتهم، وليس فقط بسبب قدرتهم على العمل. كما كتب يقول أنه "ليس هناك ما هو أكثر تأكيدا في كتاب المصير من أن هؤلاء الناس يجب أن يصبحوا أحرار. [لكن] كلا العرقين... لا يمكن ان يعيشا تحت نفس الحكومة. الطبيعة، والعادة، والرأي، وضعت خطوط لا تمحى للتمييز بينهما. وفقا للمؤرخ ستيفن أمبروز: "جفرسون، شأنه شأن جميع المستعبدين والأعضاء الآخرين الكثيرين في المجتمع الأميركي الأبيض، أعتبر الزنوج أقل شأنا، طفوليين، وغير جديرين بالثقة، بطبيعة الحال، كممتلكات. عبقري السياسة جيفرسون لم يتمكن من رؤية أي وسيلة للأميركيين الأفارقة أن يعيشوا في المجتمع كشعب حر ". في الوقت نفسه، كان يثق بهم مع أولاده، ولإعداد طعامه والترفيه لضيوفة من ذوي الرتب العالية. إذا كان من الواضح انه يعتقد ان البعض كان جدير بالثقة. من أجل التوصل لحل طويل الأجل، أعتقد جفرسون أنه يحب إطلاق سراح العبيد بسلام ثم ترحيلهم إلى المستعمرات الأفريقية. وإلا كان هناك خطر الحرب، وأنه يجب، في كلماته، "الطبيعة البشرية يحب أن ترتعد لاحتمال الفرض المطروح. ينبغي لنا أن ننظر في جدوى ما حدت عند ترحيل الأسبان أو الحذف من المور. مثل هذه السابقة قد تحدث لقضيتنا ".
ولكن في 25 فبراير، 1809، أنكر جيفرسون الرأي السابق، في رسالة إلى الأب گريگوار:
| توماس جفرسون | Sir,—I have received the favor of your letter of August 17th, and with it the volume you were so kind to send me on the "Literature of Negroes." Be assured that no person living wishes more sincerely than I do, to see a complete refutation of the doubts I have myself entertained and expressed on the grade of understanding allotted to them by nature, and to find that in this respect they are on a par with ourselves. My doubts were the result of personal observation on the limited sphere of my own State, where the opportunity for the development of their genius were not favorable and those of exercising it still less so. I expressed them therefore with great hesitation; but whatever be their degree of talent it is no measure of their rights. Because Sir إسحق نيوتن was superior to others in understanding, he was not therefore lord of the person or property of others. On this subject they are gaining daily in the opinions of nations, and hopeful advances are making toward their re-establishment on an equal footing with the other colors of the human family. I pray you therefore to accept my thanks for the many instances you have enabled me to observe of respectable intelligence in that race of men, which cannot fail to have effect in hastening the day of their relief; and to be assured of the sentiments of high and just esteem and consideration which I tender to yourself with all sincerity. | توماس جفرسون |

في أغسطس 1814 تبادل إدوارد كولز وجيفرسون الأفكار حول حول التحرر:
| توماس جفرسون | Your solitary but welcome voice is the first which has brought this to my ear, and I have considered the general silence which prevails on this subject as indicating an apathy unfavorable to every hope. | توماس جفرسون |

في عام 1817، توفي المتمرد وجنرال الحرب البولندية والأمريكية للاستقلال تاديوش كاوشسكو، وعُيِّنَ جيفرسون من قبل كاوشسكو لتنفيذ وصيته وفيها طلب أن تستخدم عائدات بيع ممتلكاته لتحرير عبيد جيفرسون من بين أمور أخرى.
كان جفرسون قد بلغ الخمسة والسبعين في ذلك الوقت، ولكنه لم يقم بتحرير عبيده، واعترف انه كان شيخا طاعنا في السن ولا يتحمل واجبات المنفذ، بينما في الوقت نفسه ارتمى بقوة على إنشاء جامعة فرجينيا.
لقد تكهن بعض المؤرخين أنه كان يتورع عن تحرير العبيد.
ان الانخفاض في أسعار الأراضي بعد 1819 دفعت جفرسون إلى المزيد من الديون. حرر جفرسون أخيرا خمسة من أكثر العبيد ثقتا (اثنان زعم انهم أبناء له من عرق مختلط)، والتمس من الهيئة التشريعية السماح لهم بالبقاء في ولاية فرجينيا. بعد وفاته، باعت عائلته ما تبقى من العبيد في مزاد في حديقة عقاره  لتسوية ديونه الكبيرة.

## النصب التذكارية
كُرِّمَ جيفرسون في نواح كثيرة، بما في ذلك المباني والمنحوتات، والعملة. النصب التذكاري للرئيس جيفرسون خُصِّصَ في واشنطن دي سي يوم 13 أبريل، 1943، في الذكرى السنوية ال200 لولادة جيفرسون. المناطق الداخلية للنصب التذكاري تتضمن 19-قدم (6 م) تمثال لجيفرسون ونقوش لمقاطع من كتاباته. أبرز الكلمات هي تلك التي نقشت حول النصب بالقرب من السقف : «لقد أقسمت على مذبح الرب العداء الأبدي ضد كل شكل من أشكال الاستبداد على عقل الإنسان».
شاهد قبره الأصلي، هو الآن التابوت، وهو يقع الآن في الحرم الجامعي الرباعي في جامعة ميسوري.
اُخْتِيرَ جيفرسون جنبا إلى جنب مع جورج واشنطن وتيودور روزفلت وابراهام لينكولن، من قبل النحات جوتزون بورجلوم ووافق عليه الرئيس كالفين كوليدج بأن يصور أشكالهم على الحجر في جبل رشمور التذكارى. 
تظهر صورة جيفرسون على ورقة 2 دولار أمريكي، والنيكل، و100 دولار لمجموعة سندات التوفير إى إى.
النصب التذكارية في الآونة الأخيرة لجيفرسون تشمل تنصيب السفينة نوا توماس جيفرسون في نورفولك بولاية فيرجينيا يوم 8 يوليو، 2003، في احتفال اقامته لمسح الساحل، ووضع نصب تذكاري من البرونز في جيفرسون پارك، شيكاغو عند مدخل جيفرسون بارك مركز ميلووكي باكس العابر على طول الجادة في عام 2005.

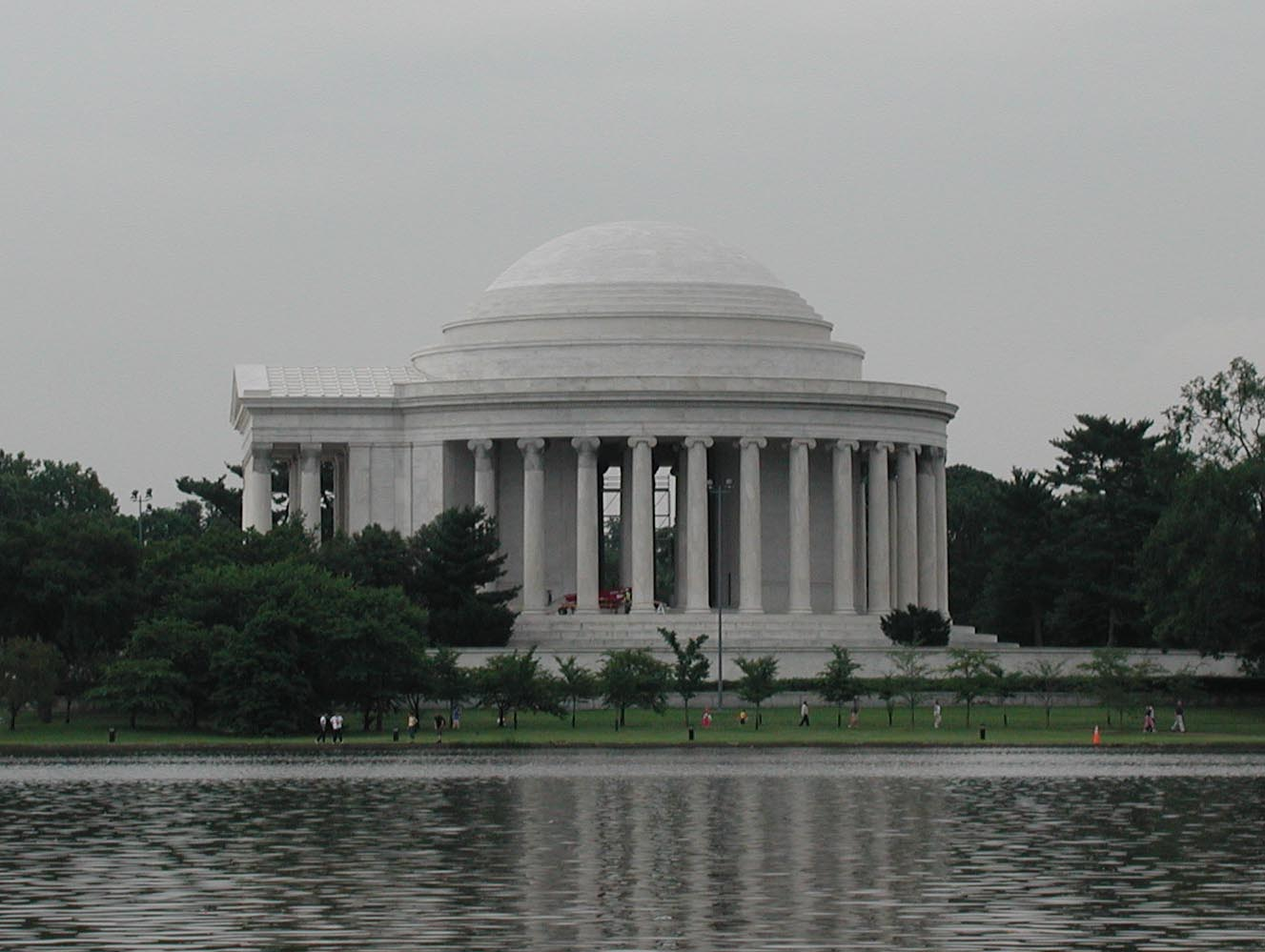
النصب التذكاري للرئيس جيفرسون في واشنطن العاصمة
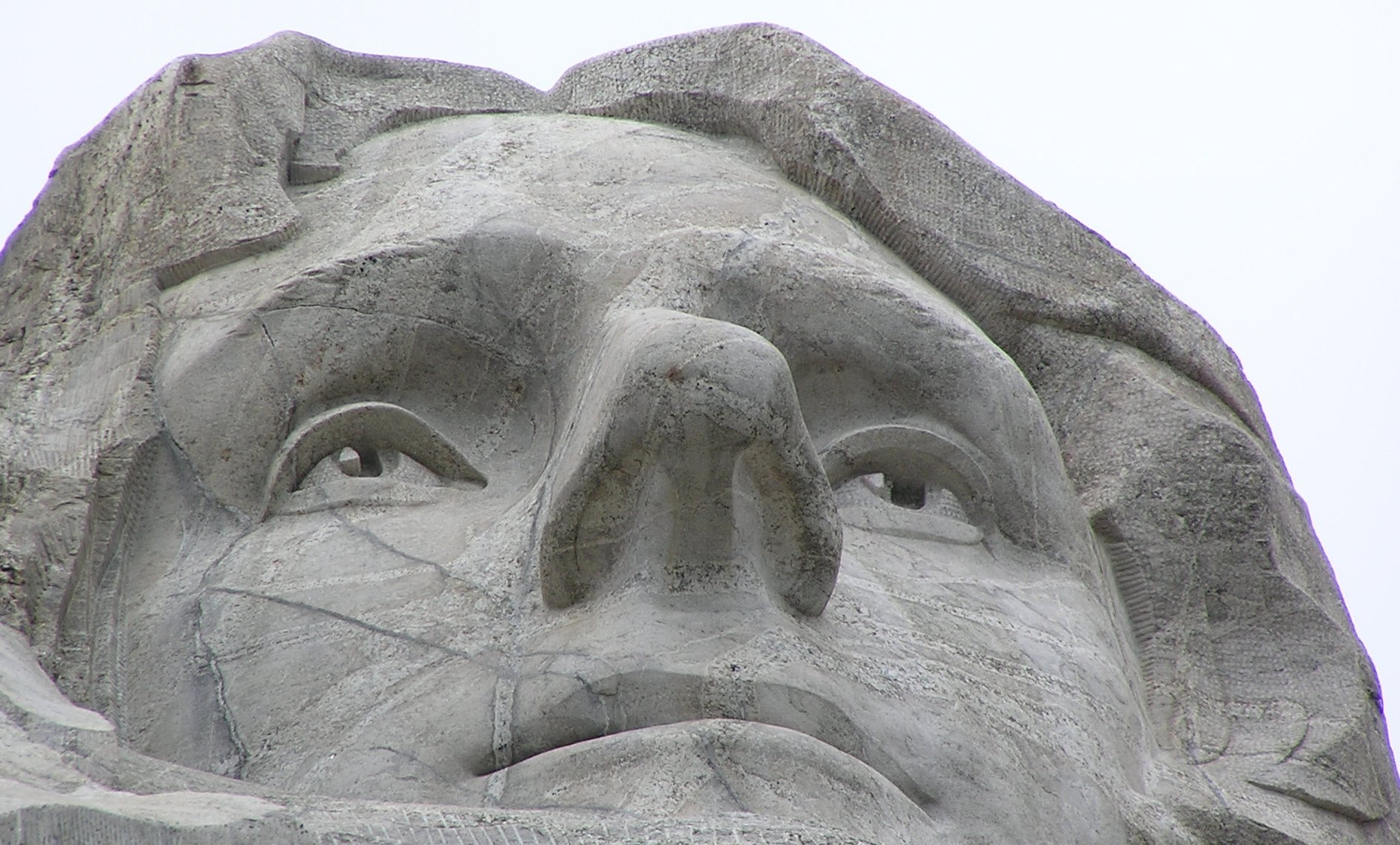
جيفرسون على جبل رشمور

## كتابات
- مذكرات متخذة في رحلة باريس إلى الأجزاء الجنوبية من فرنسا وأيرلندا وإيطاليا، في عام 1787
- عرض موجز للحقوق البريطانية الأمريكية (1774)
- سيرة ذاتية (1821)
- الإعلان عن أسباب وضرورة حمل السلاح (1775)
- مذكرات عن ولاية ڤرجينيا
- جيفرسون الكتاب المقدس، أو الحياة والأخلاق ليسوع الناصري
- دليل الممارسة البرلمانية لاستخدام مجلس الشيوخ في الولايات المتحدة (1801)